# Cittadella di Parma
La Cittadella di Parma è una fortezza rinascimentale situata in via Passo Buole, laterale dello stradone Martiri della Libertà, a Parma.
Sviluppata su una pianta pentagonale con cinque bastioni e un largo fossato perimetrale, fu costruita negli ultimi anni del XVI secolo su progetto del duca Alessandro Farnese, che ne affidò la direzione dei lavori agli ingegneri Giovanni Antonio Stirpio de' Brunelli e Genesio Bresciani, con la collaborazione di Smeraldo Smeraldi. Nata per scopi difensivi, la struttura fu successivamente utilizzata come caserma, come prigione per reati politici e come piazza per le esecuzioni capitali, per essere infine trasformata nel secondo dopoguerra in parco pubblico.
La Cittadella presenta due ingressi, di cui quello principale, rivolto a nord, è caratterizzato da una facciata monumentale manierista, disegnata da Simone Moschino e realizzata da Giambattista Carra nel 1596.

## Storia

### XVI secolo

#### Contesto storico
In considerazione della fedeltà dimostrata ai Farnese, Parma fu scelta dal duca Ottavio come sua residenza principale dopo l'assassinio del padre Pier Luigi, avvenuto nel 1547 per mano dell'aristocrazia piacentina. Per conferire alla città il rango di capitale del Ducato, il sovrano avviò negli anni di governo una serie di opere, tra cui la realizzazione del palazzo ducale e del parco nell'Oltretorrente. Inoltre, durante la guerra di Parma del 1551 incaricò Francesco Paciotto e Francesco De Marchi di fortificare la cinta muraria, che era stata ammodernata nel 1507 per volere di Gian Giacomo Trivulzio e rinforzata nel 1526 durante l'amministrazione pontificia. Anche il padre Pier Luigi si era occupato della difesa della città, decretando nel 1546 la "tagliata", ossia la demolizione e la rimozione di ogni edificio e albero posto in una fascia intorno alle mura.

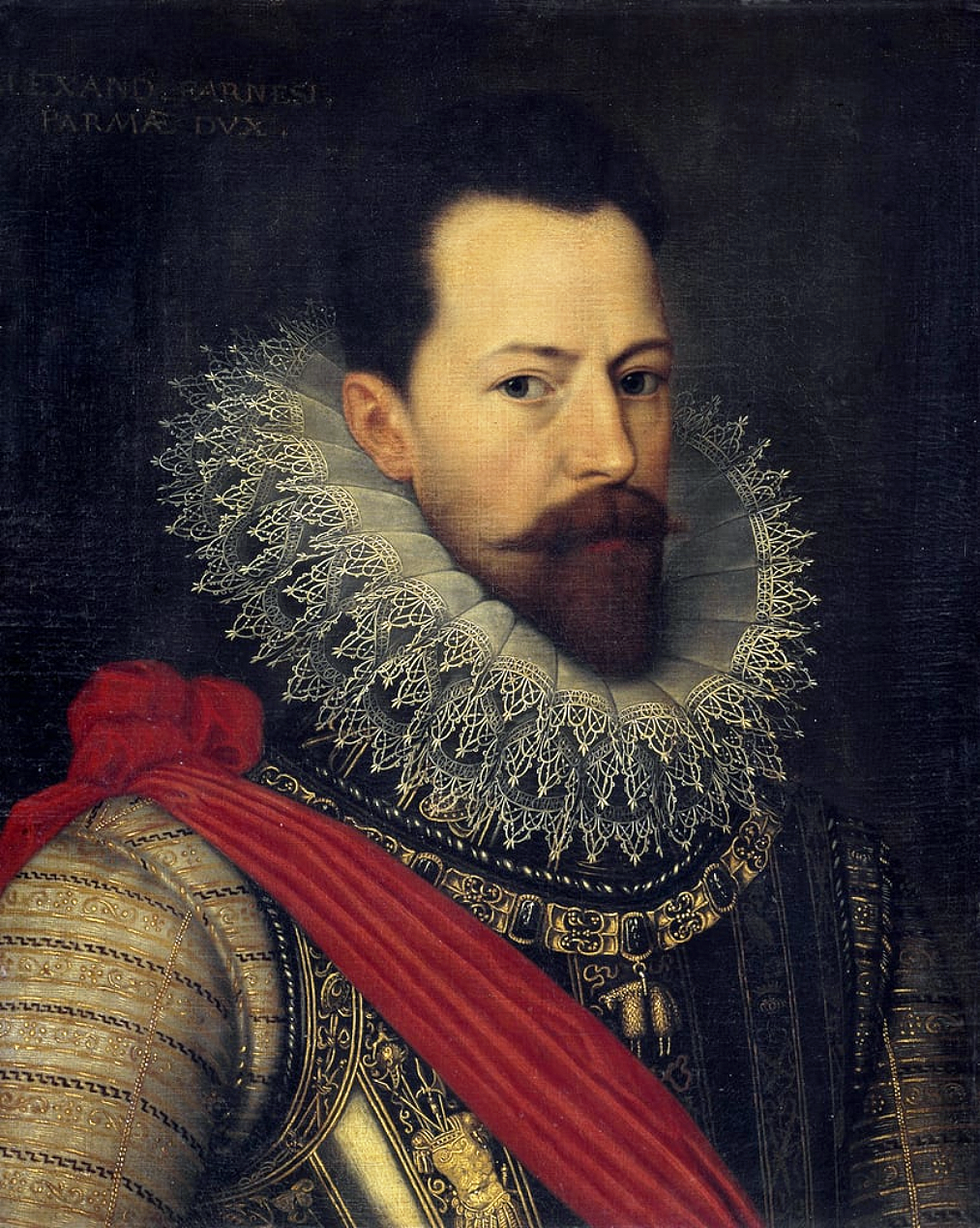
Alessandro Farnese in un ritratto di Otto Vaenius (1585 circa)

Il figlio Alessandro, dopo aver appreso fin da giovane le tecniche della guerra grazie agli insegnamenti impartitigli da Francesco Paciotto, Francesco Salamone e Francesco De Marchi, divenne noto come abile condottiero, oltre che esperto in architettura militare, già tra i suoi contemporanei. Nominato governatore delle Fiandre nel 1578 dal re di Spagna Filippo II, vi rimase anche dopo la morte nel 1586 del padre Ottavio, al quale succedette in qualità di duca di Parma, investendo della carica di reggente dello Stato il figlio Ranuccio.
Fu Alessandro che, nel 1589, stabilì la costruzione della Cittadella.

#### Motivazioni
Le motivazioni alla base di tale scelta, analizzate nel tempo da vari storici, furono molteplici, anche se non è possibile definire con certezza quali fossero state preminenti; tuttavia, le numerose lettere inviate al figlio Ranuccio dimostrano che la decisione fu ponderata a lungo dal Duca, che nei Commentari di varie regole all'Architettura si dichiarò convinto che in generale la benevolenza della popolazione si ottenesse maggiormente non costruendo le cittadelle, ma al contrario distruggendole.
A differenza di quanto avvenuto nel 1546 a Piacenza e nel 1567 ad Anversa, ove le cittadelle erano state edificate per evitare rivolte interne, su decisione rispettivamente del duca di Parma e Piacenza Pier Luigi Farnese, nonno di Alessandro, e della governatrice delle Fiandre Margherita d'Austria, madre dello stesso, a Parma la stabilità politica sembrava garantita. Perciò, pare improbabile che questo rappresentasse uno dei motivi principali alla base della costruzione della fortificazione parmigiana.
Al contrario, dall'epistolario emerge la preoccupazione da parte del Duca per la sicurezza della città da nemici esterni; pare quindi plausibile che Alessandro, forte della sua esperienza acquisita in anni di battaglie, volesse mettere in pratica le sue conoscenze apprese sul campo, molto probabilmente occupandosi in prima persona della progettazione dell'edificio.
Allo stesso tempo, giocò sicuramente un ruolo anche la distanza del Duca da Parma; la Cittadella sarebbe infatti servita a dimostrare la sua "presenza" sul posto con qualcosa di solido. Inoltre, il grande edificio avrebbe consentito di conferire maggior dignità a Parma, in continuità con la politica celebrativa della città e della dinastia avviata da Ottavio.
A tali motivazioni, se ne aggiunsero altre legate al particolare momento storico. Innanzi tutto, la morte il 2 marzo 1589 del cardinale Alessandro Farnese, che da Roma aveva sempre garantito un forte appoggio alla casata, affrettò ogni decisione del nipote, che l'anno seguente fu informato dal figlio delle decrescenti simpatie mostrate dal papa Sisto V verso la famiglia.
Infine, la grave crisi causata da una carestia che colpì il territorio tra il 1590 e il 1592 favorì l'appoggio da parte degli Anziani del Comune di Parma, inizialmente ostili all'opera; il Duca si accollò infatti personalmente ogni onere della costruzione della Cittadella, fornendo un lavoro a migliaia di cittadini e risollevando l'economia della zona.

#### Scelta del sito

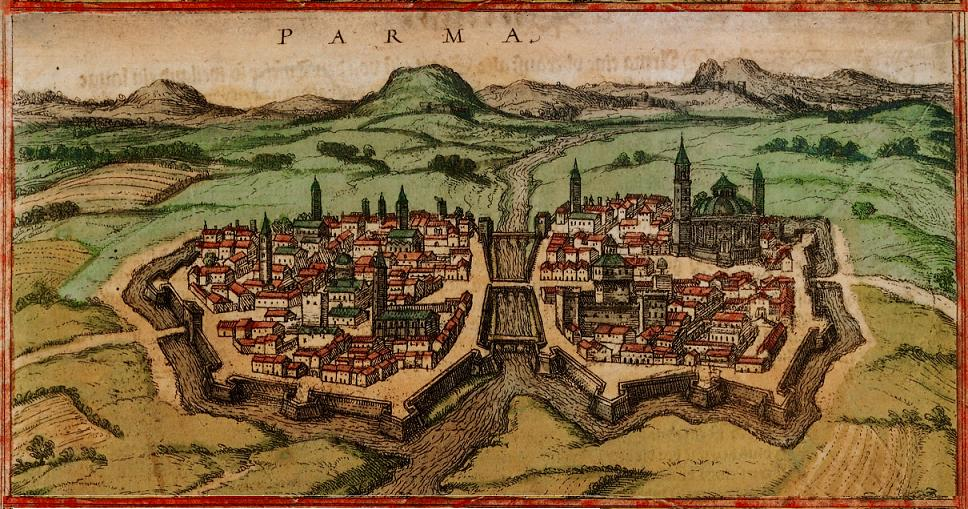
Mappa cinquecentesca della città di Parma, agli inizi del ducato

La definitiva scelta del sito all'esterno di Porta Nuova dipese da una serie di motivazioni.
Innanzitutto, l'area era completamente sgombra di fabbricati, grazie alla "tagliata" eseguita nel 1546 per volere di Pier Luigi Farnese. In precedenza vi sorgeva l'importante monastero della Santissima Annunziata, costruito nel 1211 dai canonici regolari di San Marco e assegnato nel 1445 ai francescani minori osservanti; la sua demolizione aveva provocato numerose proteste in città, spingendo il Duca a fornire ai monaci un'area a Capo di Ponte su cui erigere un nuovo edificio. Secondo alcuni storici, ciò dimostrerebbe che già Pier Luigi intendesse far innalzare una cittadella in città, tuttavia studi più recenti non hanno trovato alcuna prova a sostegno di tale ipotesi.
In secondo luogo, mentre l'Oltretorrente risultava già protetto dalla fortificazione del palazzo del Giardino, sull'altra sponda del torrente Parma mancavano edifici difensivi adeguati alle nuove armi da battaglia rinascimentali. Mentre la zona a nord del centro risultava paludosa e quella a est era troppo distante dal torrente per garantire acqua sufficiente a riempire i fossati, l'area a sud, presidiata dall'ormai inadeguata rocca medievale di Porta Nuova, rappresentava la soluzione ideale.
Inoltre, le proprietà del terreno presente nella zona lo rendevano perfettamente idoneo alla fabbricazione di mattoni, necessari per la costruzione della Cittadella.
Infine, l'area mostrava caratteristiche morfologiche simili a quella in cui sorgeva la Cittadella di Anversa, che Alessandro prese a modello per la fortificazione parmigiana.

#### Struttura

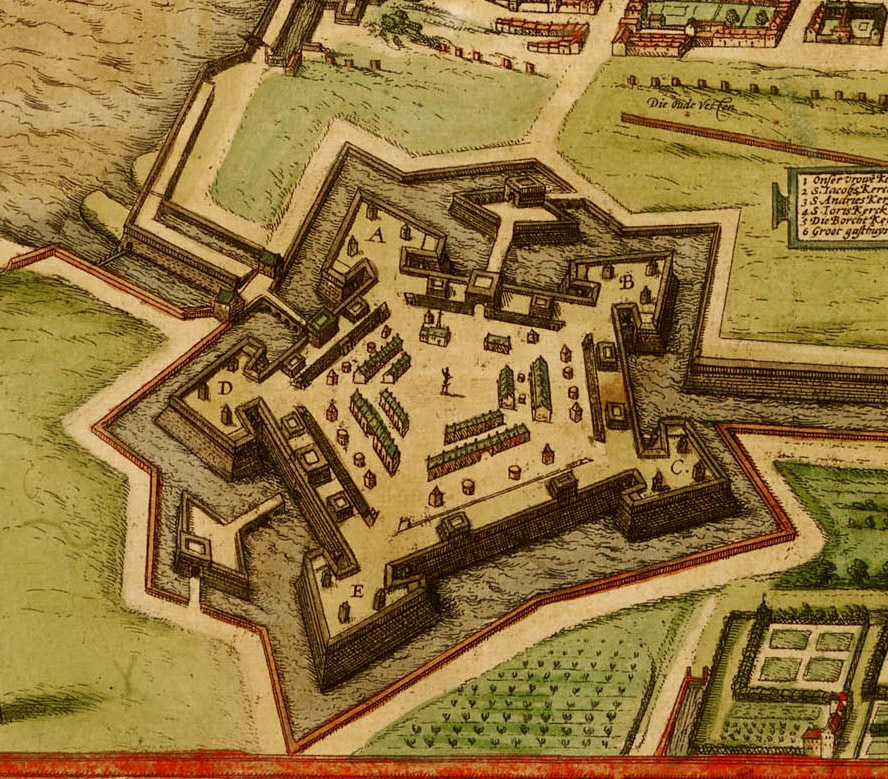
Mappa della Cittadella di Anversa nel 1572

Il Duca, attraverso la conoscenza diretta della Cittadella di Anversa, fatta costruire da sua madre nel 1567 su progetto di Francesco Paciotto e messa alla prova da Alessandro stesso nell'assedio della città del 1585, decise di riproporla a Parma, mantenendo le stesse proporzioni di tutti i suoi elementi, ma in una versione leggermente ridotta in scala, forse per motivi economici e tecnici.
La forma pentagonale sembrava rispondere al meglio alle esigenze funzionali e difensive dell'epoca e allo stesso tempo si adattava alle concezioni rinascimentali delle città radiocentriche. Dopo le prime esperienze di fortificazioni a cinque lati diversi erette in località italiane ed europee, tra cui la fortezza di Poggio Imperiale, la svolta si ebbe verso la metà del XVI secolo con l'architetto Antonio da Sangallo il Giovane, che si era orientato su forme più regolari nelle progettazioni della fortezza da Basso di Firenze del 1533 e della Cittadella farnesiana di Piacenza del 1547, ma soprattutto del palazzo Farnese di Caprarola del 1530. Nella seconda metà del secolo la pianta a pentagono regolare si affermò con decisione, in particolare nelle cittadelle disegnate da Francesco Paciotto a Torino nel 1564 e Anversa nel 1567.

#### Progettazione
Nel 1589 Alessandro Farnese, coadiuvato dagli ingegneri militari che si trovavano con lui nelle Fiandre, si occupò della progettazione della Cittadella, mentre incaricò il figlio Ranuccio, in contatto epistolare con lui da Parma, degli aspetti organizzativi. Inoltre, inviò nella città emiliana l'ingegner Genesio Bresciani per verificare la natura dei terreni, per scegliere i materiali più adeguati e per confermare la scelta del sito, inizialmente ipotizzato dal Duca verso est, tra il convento degli Eremitani e Porta San Michele.
Dopo il suo arrivo a Parma, il tecnico individuò nell'area esterna a Porta Nuova la collocazione più idonea e Ranuccio scrisse al padre convincendolo della maggior adeguatezza di tale zona. L'edificio sarebbe quindi sorto extra moenia tra i baluardi della Stradella, posto all'estremità sud-est della cinta muraria, e quello di Porta Nuova, costruito nel 1573, che, insieme alla porta e alla rocchetta medievale, sarebbero stati demoliti per collegare le mura alla fortezza con un nuovo tratto di muraglia. La porta cittadina inoltre sarebbe stata riedificata più all'esterno.
Il Bresciani, una volta completata la relazione tecnica, rientrò nelle Fiandre per mostrarla al Duca, che il 15 agosto 1589 lo incaricò di tornare a Parma con tutti i progetti per ottenere l'approvazione da parte degli Anziani del Comune. Allo stesso tempo, Alessandro scrisse al figlio di perorare la causa di fronte alla comunità, sottolineando la necessità dell'opera per garantire la sicurezza e la dignità della città e assicurando che l'intero ammontare dei costi di costruzione sarebbe stato coperto dalle finanze personali dei Farnese. Tuttavia, la reazione fu molto fredda, sia da parte dei comuni cittadini sia da parte dei nobili, timorosi del fatto che la Cittadella potesse essere destinata a controllare la città, riducendo la loro autonomia decisionale. Ranuccio cercò di rassicurarli, ma l'opinione pubblica rimase ostile all'opera.
La situazione cambiò nel corso del 1590, quando si diffusero i primi effetti di una carestia iniziata nel rigido inverno precedente. Preoccupati della possibilità che si verificassero delle rivolte, gli Anziani del Comune si rivolsero al Duca, chiedendogli un aiuto per rifornire la città di grano. Alessandro colse l'occasione per rilanciare il progetto della Cittadella, rimarcando che la fortificazione sarebbe stata destinata esclusivamente a difendere la città da attacchi esterni, che non sarebbe stato demolito alcun edificio per la sua realizzazione e che il cantiere avrebbe dato lavoro a migliaia di persone senza che la cittadinanza dovesse spendere alcunché; la comunità approvò pertanto l'opera.

#### Costruzione

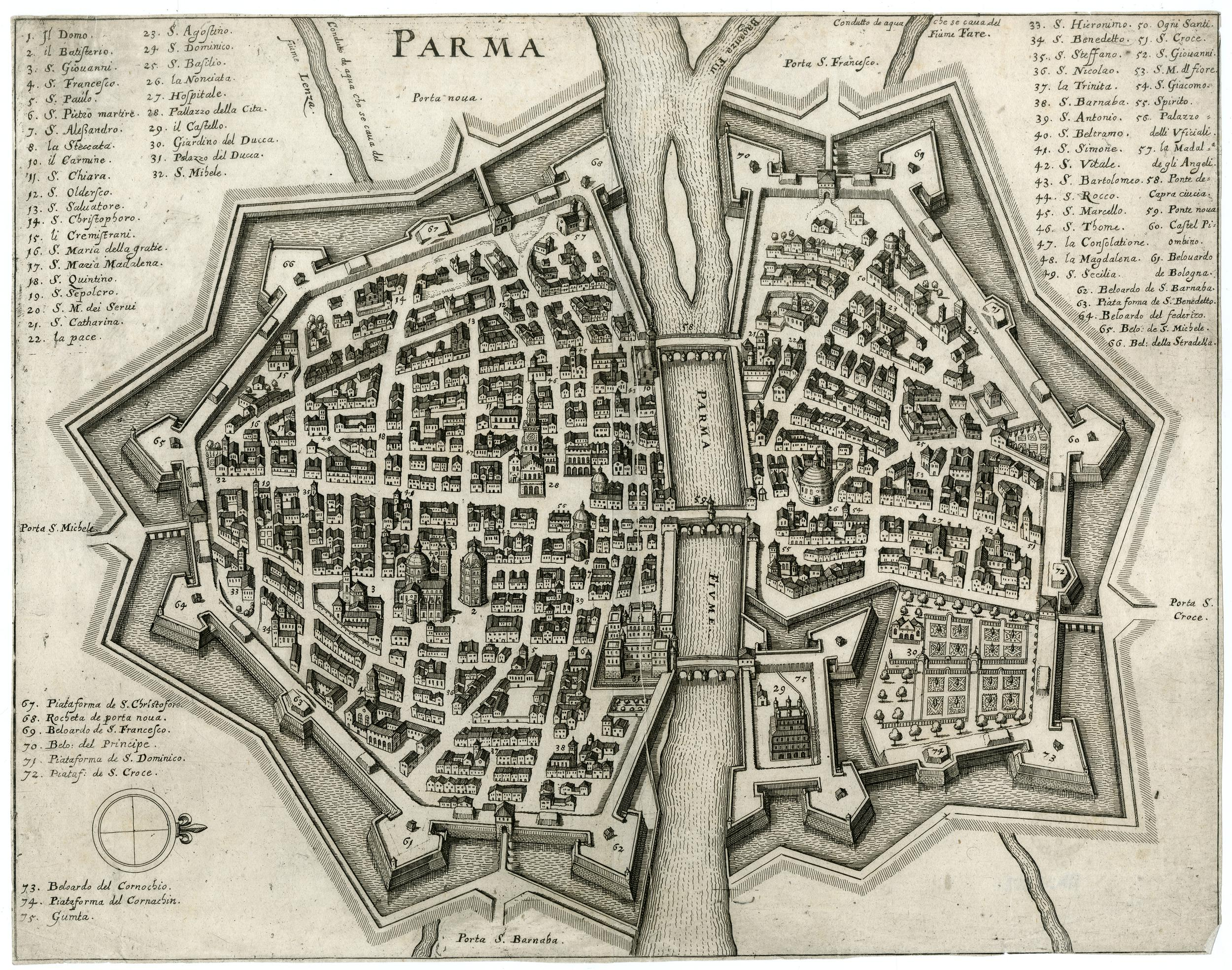
Pianta cinquecentesca della città di Parma, prima della costruzione della Cittadella

Alessandro, impossibilitato a presenziare alla costruzione, decise di avvalersi di persone estremamente fidate, tra le quali l'ingegner Giovanni Antonio Stirpio de' Brunelli, che nominò direttore dei lavori, con ampi poteri di controllo sull'intera opera; gli affiancò gli ingegneri Smeraldo Smeraldi, Michelangelo Muciasi e Giuseppe Bonino, ma non poté più avvalersi di Genesio Bresciani, impegnato a Lucca nella fortificazione della cinta muraria. Designò il giureconsulto Cosimo Tagliaferri sovrintendente generale per i conti speciali, destinandolo a occuparsi degli aspetti amministrativi dell'opera. Infine, si raccomandò col figlio Ranuccio che nell'esecuzione nessuna modifica venisse attuata rispetto al progetto originario e lo incaricò della gestione economica, con l'aiuto del segretario ducale Giovan Battista Pico.
Nell'agosto 1590 Alessandro, intenzionato a completare l'intervento il prima possibile e a collocarvi un presidio difensivo armato, inviò lo Stirpio a Parma per avviare il cantiere, ma Ranuccio preferì aspettare qualche mese, a causa della penuria di grano presente nei depositi cittadini, che furono riforniti solo nella primavera dell'anno seguente; fu pertanto deciso solo allora di intraprendere l'opera. La solenne cerimonia di posa della prima pietra si svolse il 29 giugno 1591, alla presenza del cardinale Odoardo Farnese, figlio del Duca, e di numerose autorità cittadine.
Tuttavia, il cantiere partì fin dagli inizi con numerosi ostacoli, dovuti principalmente al mancato rispetto dei limiti imposti dal loro ruolo da parte degli amministratori e alle scelte effettuate dal direttore dei lavori. Questi, interessato esclusivamente a completare l'opera in modo perfetto, assunse autonomamente una serie di decisioni in contrasto con le disposizioni di Alessandro, intenzionato a finire l'opera nel minor tempo possibile, e con gli accordi presi con gli Anziani del Comune.
Uno dei primi problemi riguardò la manodopera. Questa fu inizialmente reclutata in modo forzato tra i contadini di Parma e dei dintorni, nonostante il Duca si fosse raccomandato di non ostacolare le attività agricole già penalizzate dalla carestia; ciò provocò le proteste da parte della comunità e favorì il fenomeno dell'assenteismo, che divenne particolarmente grave verso la fine dell'anno, quando non si presentò quasi un migliaio di unità, corrispondente a circa un terzo dei lavoratori impiegati nel cantiere.
Inoltre, si rivelò presto disastrosa la scelta di ordinare i mattoni a vari fornaciai della zona senza porre limiti alle quantità prodotte da ciascuno; ciò comportò una rincorsa tra i vari fornitori per produrre il maggior numero di laterizi nel minor tempo possibile, a scapito della qualità che risultò fortemente compromessa.
Numerosi furono poi gli errori nell'approvvigionamento dei materiali che, a causa anche di frequenti ruberie, risultarono spesso scadenti e insufficienti, tanto che fu ripetutamente necessario procedere con nuovi ordini, fino a raddoppiare e, in alcuni casi, triplicare le quantità previste inizialmente. Le frodi riguardarono anche il cibo destinato ai lavoratori, tanto da provocare ulteriori rallentamenti alle opere; tra i manovali furono infatti frequenti le dissenterie, causate dal pane prodotto con miscele di grano e loglio.
I contrasti che divisero lo Stirpio dal Pico e dal Tagliaferri, iniziati già nelle prime fasi dell'intervento, a causa dei sempre maggiori problemi si inasprirono nei mesi successivi, con un continuo rimpallo reciproco di accuse e di provocazioni. Nella disputa si inserirono anche i collaboratori, mentre Ranuccio Farnese, richiamato più volte dal padre nelle Fiandre, non riuscì a seguire il cantiere. In sua sostituzione fu inviato a Parma il duca di Latera Mario I Farnese, che rilevò la pesante situazione di disordine e, per limitare le frodi, modificò i contratti di approvvigionamento dei materiali, oltre a rinnovare la fiducia al Tagliaferri e al Bonino.

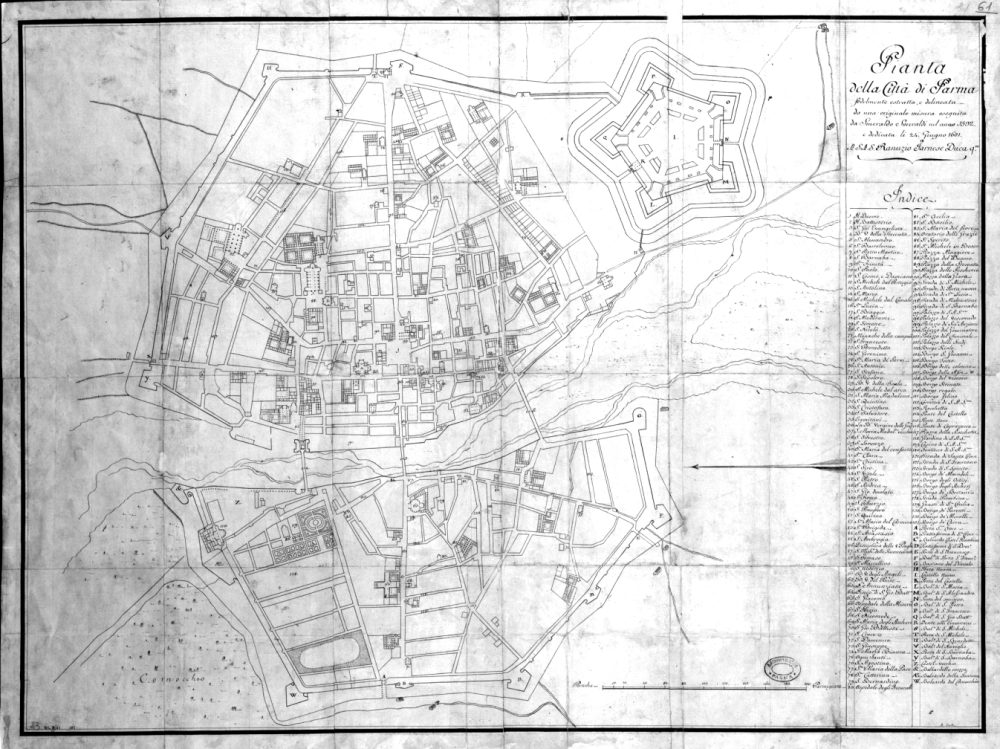
Pianta della città di Parma redatta da Smeraldo Smeraldi nel 1592

Ciò non bastò, anzi il livello di scontro divenne talmente grave da spingere lo Smeraldi, nei primi mesi del 1592, a scrivere più volte al Duca denunciando la pesantissima situazione e le ruberie. In particolare, l'ingegnere rilevò problematiche nella gestione delle paghe ai guastatori, nell'esecuzione dell'opera, nell'approvvigionamento della calce, dei mattoni, delle pietre e del legname, nella fornitura del cibo e nel forte assenteismo da parte dei lavoratori, accusando di incapacità il Tagliaferri. Quest'ultimo riuscì a discolparsi, mentre le responsabilità furono scaricate interamente sullo Stirpio, che fu convinto da Alessandro a rinunciare all'incarico e a rientrare nelle Fiandre. Successivamente, i funzionari della Camera Ducale divennero soprintendenti alle opere, mentre fu richiamato a Parma in qualità di direttore dei lavori Genesio Bresciani, che confermò i vari collaboratori già presenti.
Dopo l'allontanamento dello Stirpio la situazione si tranquillizzò. La manodopera fu da allora assunta a cottimo direttamente dai funzionari ducali, evitando di sottrarre forza lavoro all'agricoltura, mentre i mattoni iniziarono a essere prodotti sul posto a parità di prezzo finale rispetto ai fornaciai esterni. Tuttavia, ciò comportò varie speculazioni da parte delle famiglie patrizie cittadine, che si garantirono l'approvvigionamento dei laterizi e di altri materiali.
Il cantiere in quel momento era ancora lontano dal completamento, in quanto mancavano gli spalti di tre baluardi, i coronamenti dell'intera cinta muraria, gli speroni, i ponti dei due accessi e tutti gli edifici interni. Dai resoconti si evidenziavano anche le carenze di quanto già costruito, che in parte presentava vari cedimenti. Gli alti costi, complessivamente raddoppiati rispetto al primo preventivo, costrinsero a ridurre drasticamente il numero di operai, che passò dalle circa 3000 unità del 1591 alle 600 dell'anno seguente. Il cantiere continuava a richiedere fondi per i materiali e la manodopera, che il Duca, rimasto a corto di denaro, fu costretto a reperire chiedendo ripetutamente prestiti a vari banchieri.

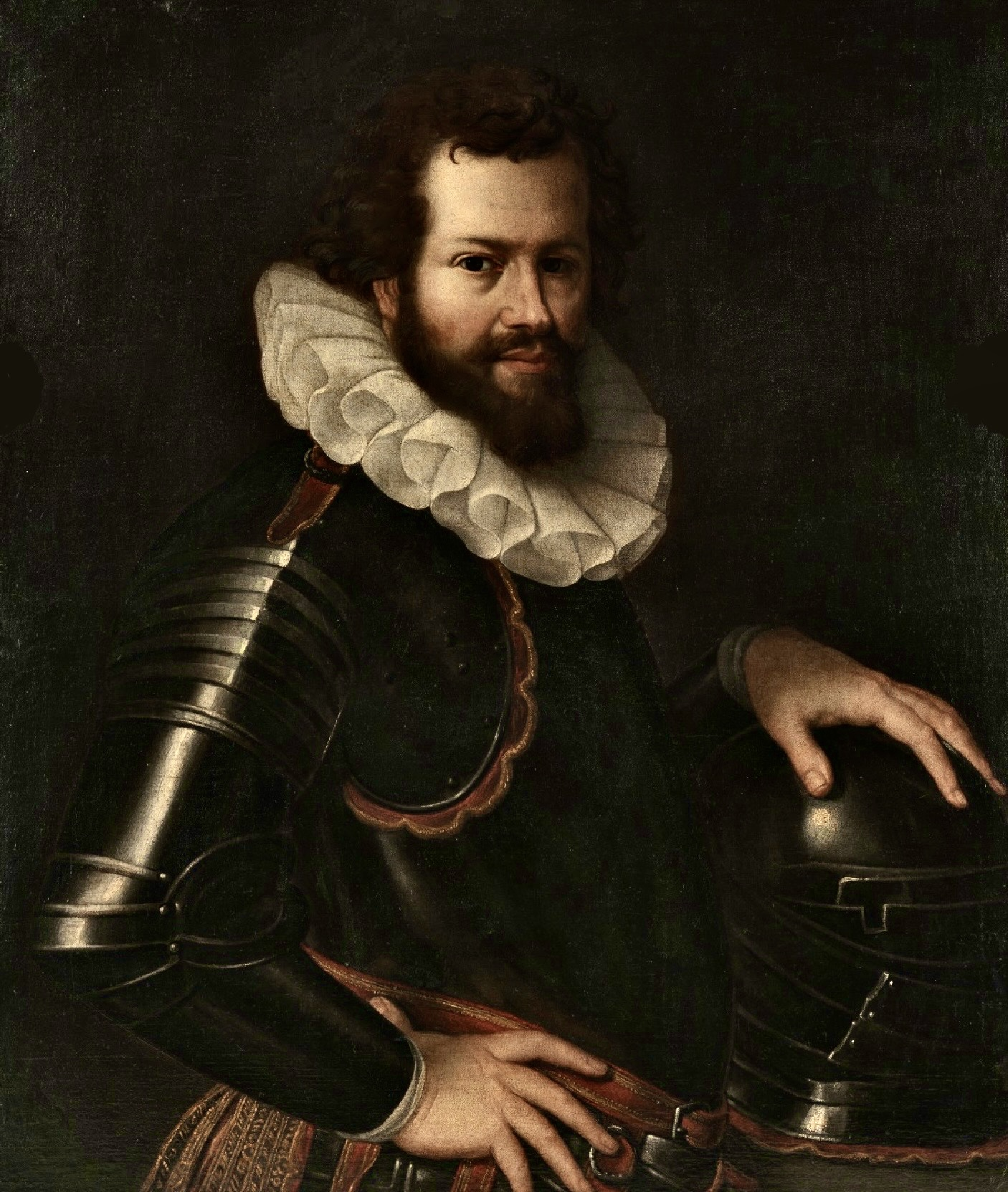
Ranuccio Farnese in un ritratto di Cesare Aretusi (primi anni del XVII secolo)

Il 3 dicembre 1592 Alessandro morì ad Arras e conseguentemente divenne nuovo duca il figlio Ranuccio che, acquisiti i pieni poteri, si interessò attivamente del cantiere, informandosi con continuità attraverso le persone di fiducia presenti. In quel periodo furono completati i terrapieni, mentre la realizzazione delle murature iniziò nel 1594, quando fu demolita la rocchetta di Porta Nuova per riutilizzare i mattoni nella Cittadella, e terminò l'anno seguente.
Tra il 1595 e il 1598 furono eseguiti i principali lavori di finitura, tra cui, a partire dal 1596, la realizzazione da parte di Giambattista Carra della porta monumentale in pietra di Angera e in pietra di Miarolo, progettata da Simone Moschino e completata agli inizi del secolo successivo.
Non esistono prove certe che la fortezza realizzata corrispondesse con esattezza a quella progettata da Alessandro Farnese, in quanto, nonostante le ripetute raccomandazioni da parte del Duca, nell'esecuzione furono apportate alcune modifiche relative alle modalità di costruzione da parte degli ingegneri Giovanni Antonio Stirpio de' Brunelli e Smeraldo Smeraldi. Quest'ultimo, noto cartografo, eseguì inoltre per conto del sovrano numerosi e dettagliati disegni relativi all'opera e alle sue parti. Nel 1592 realizzò anche la planimetria di Parma, in cui raffigurò la nuova Cittadella.

### XVII secolo
La Cittadella fu fin da subito utilizzata come carcere cittadino. Tra i primi prigionieri che ospitò ci fu, per un breve periodo nel 1612, la contessa Barbara Sanseverino, prima del suo trasferimento alla Rocchetta e della successiva esecuzione. La nobildonna, infatti, fu condannata a morte con l'accusa di aver tramato contro Ranuccio Farnese organizzando, insieme a numerosi altri nobili del Parmense, una cospirazione ai suoi danni, nota come "congiura dei feudatari".
Dopo la morte di Ranuccio I nel 1622, gli succedette il figlio Odoardo I che, a causa della minore età, fino al 1626 fu affiancato dal cardinale Odoardo Farnese, fratello di suo padre, in qualità di reggente. Prima lo zio e poi il nipote fecero apportare vari lavori di restauro alla fortezza che, per timore di attacchi nemici dopo la rottura dell'alleanza storica col regno di Spagna in favore del regno di Francia, fu significativamente equipaggiata con nuovi armamenti e truppe.
Il figlio di Odoardo, Ranuccio II, gli succedette dopo la sua scomparsa nel 1646; anche il nuovo duca, timoroso di possibili scontri con gli eserciti papali per il possesso del ducato di Castro, proseguì nell'opera di potenziamento difensivo della Cittadella.

### XVIII secolo

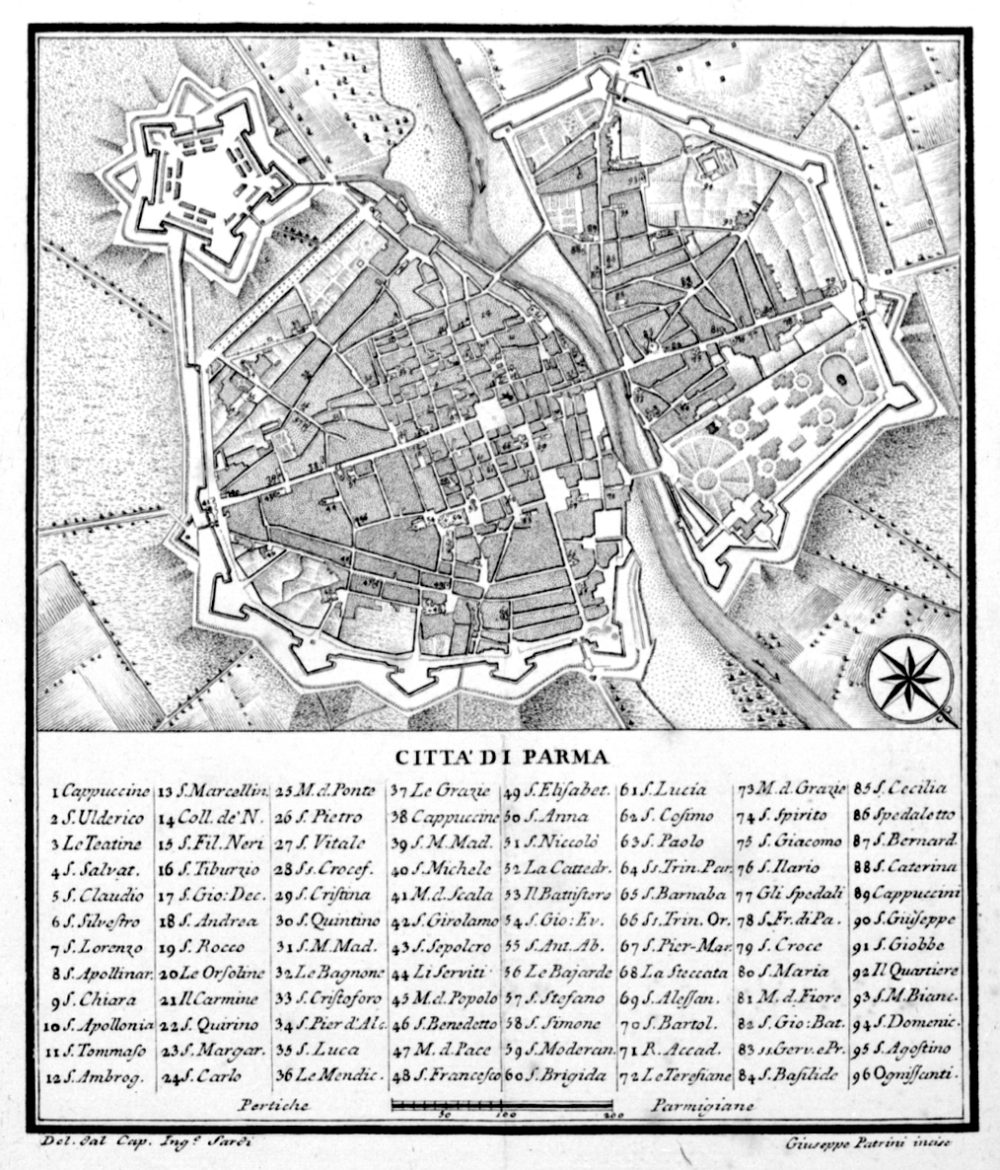
Pianta della città di Parma redatta da Pietro Sardi nel 1782

Dopo la morte di Ranuccio II nel 1694, fu nominato nuovo duca il figlio Francesco, che governò fino al 1727, quando gli succedette il fratello Antonio; durante i loro ducati, la fortezza non subì interventi significativi e continuò a essere utilizzata come caserma e carcere.
Cinque giorni dopo la scomparsa di Antonio, senza eredi diretti, avvenuta nel gennaio 1731, le truppe imperiali provenienti da Milano irruppero a Parma e occuparono temporaneamente la Cittadella, in attesa dell'eventualità che Enrichetta d'Este, vedova di Antonio, partorisse un figlio, ma dopo pochi mesi si accertò che la duchessa non era incinta. In forza del trattato di Siviglia, il ducato passò al nipote Carlo I di Borbone, figlio della cognata Elisabetta Farnese e del re di Spagna Filippo V; data la minore età del sovrano, furono nominati reggenti Dorotea Sofia di Neuburg, vedova di Francesco Farnese, e il granduca di Toscana Gian Gastone de' Medici.
Soltanto tre anni dopo, nell'ambito della guerra di successione polacca, Carlo I, in testa al suo esercito, si diresse a Napoli, che conquistò, mentre l'esercito austriaco mosse contro Parma, presidiata dalle truppe franco-piemontesi, che presero possesso della Cittadella. Teatro della sanguinosa battaglia di San Pietro, che si risolse con la sconfitta imperiale, fu la zona della Crocetta, a ovest della città, mentre la fortezza fu risparmiata dagli scontri. La guerra proseguì a livello europeo e due anni dopo, sulla base degli accordi preliminari di pace, il ducato fu ceduto a Carlo VI d'Asburgo.
Nel 1740 ebbe inizio la guerra di successione austriaca, che non risparmiò le terre emiliane; nel 1744 il ducato di Parma e Piacenza fu diviso tra il regno di Sardegna e il ducato di Milano, ma l'anno seguente le truppe spagnole ripresero possesso della capitale. Il 21 aprile 1746 l'esercito austriaco tornò a Parma, pronto al conflitto: le milizie di Filippo V, in netta inferiorità numerica, abbandonarono la città, lasciando solo un piccolo presidio nella Cittadella, così nella notte i soldati imperiali penetrarono nel centro abitato e assediarono la fortezza, che si arrese dopo poche ore di cannonate e scontri. Nel 1748, con la firma del trattato di Aquisgrana, il ducato fu restituito ai Borbone e fu nominato nuovo sovrano Filippo I, fratello di Carlo I, che ridusse la Cittadella a una grande caserma.
Nel frattempo, una perizia stilata nel 1747 dall'ingegner Borelli rilevò vari danni dovuti all'età e all'imperizia della realizzazione della fortezza. Tra i problemi più evidenti furono segnalati: il crollo di un ampio tratto di muro nel bastione di San Francesco, il cedimento di alcune porzioni di muratura nei bastioni di Santa Maria e di San Giovanni Battista e la rovina di parte del parapetto di coronamento del bastione di Sant'Alessandro.
Alla scomparsa di Filippo nel 1765, gli succedette il figlio Ferdinando I, che governò per anni senza che si verificassero eventi di particolare rilievo, fino al 1796, quando l'esercito napoleonico occupò temporaneamente Piacenza.

### XIX secolo
Nel 1801, dopo la firma del trattato di Lunéville, il ducato fu nuovamente invaso dalle truppe francesi, che presero possesso anche della Cittadella. Dopo la morte del Duca nel 1802 forse per avvelenamento, lo Stato fu amministrato per tre anni da Médéric Louis Élie Moreau de Saint-Méry, prima dell'annessione all'Impero francese come dipartimento del Taro. In quel periodo la fortezza, oltre che come caserma, fu utilizzata come sede per le esecuzioni capitali: nel 1806 il generale Jean-Andoche Junot, in qualità di governatore di Parma, represse con violenza le ribellioni degli abitanti dell'Appennino piacentino, incendiando i villaggi e condannando a morte numerosi rivoltosi, che furono fucilati nei fossati della Cittadella; la stessa sorte toccò alcuni mesi dopo a quindici disertori napoletani. Durante il dominio francese la chiesa cinquecentesca che sorgeva al centro della fortificazione, intitolata alla beata Vergine del Rosario e dotata di cinque altari, fu sconsacrata.

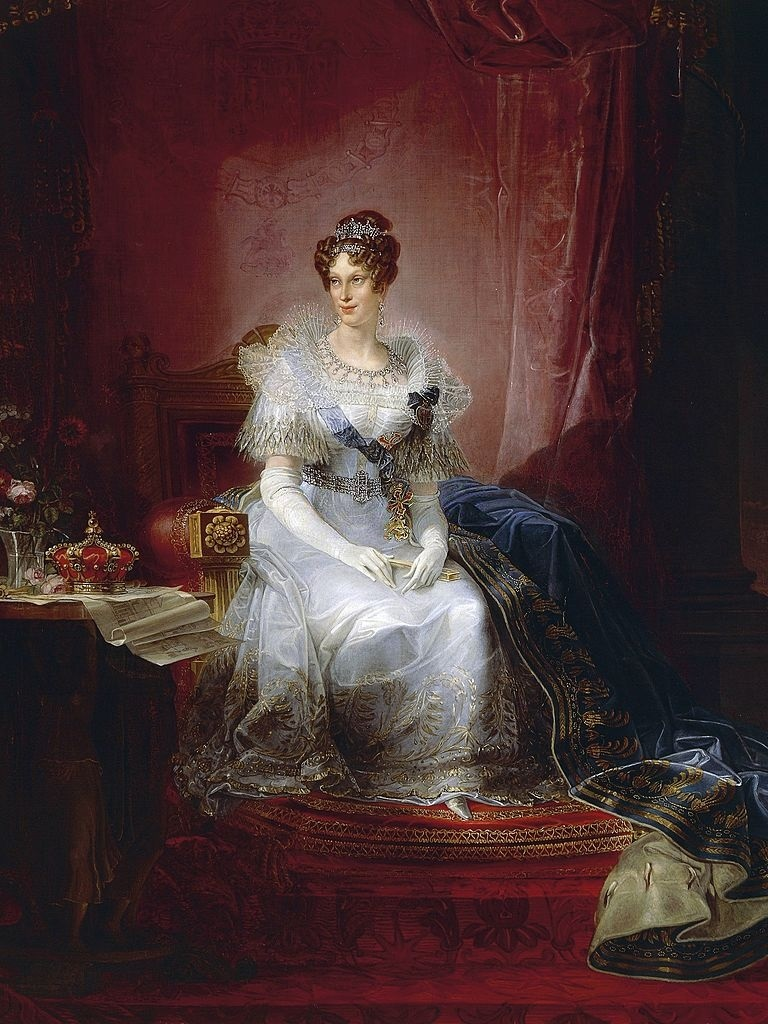
Maria Luigia in un ritratto di Giovan Battista Borghesi (1837)

Dopo la disfatta di Napoleone e il suo esilio all'isola d'Elba, le truppe austriache di Francesco I si insediarono a Parma e presero possesso della Cittadella, ove eressero un rivellino di fronte all'ingresso principale. Nelle fasi alterne successive, altri eserciti passarono per la città, finché, dopo la definitiva sconfitta napoleonica a Waterloo, il Congresso di Vienna assegnò il ducato di Parma, Piacenza e Guastalla a Maria Luisa d'Asburgo-Lorena, già imperatrice consorte dei francesi, che fu affiancata, per volere del padre Francesco I, dal generale Adam Albert von Neipperg. Il Conte, che resse le redini dello Stato per conto della Duchessa e divenne suo marito morganatico dopo la morte di Napoleone, destinò la Cittadella a sede del reggimento di fanteria ducale, nonché teatro di parate ed esercizi militari accessibili anche alla cittadinanza. Inoltre, nel 1818 nella fortezza fu istituito un collegio militare.
Nel 1829 morì Neipperg e gli succedette in qualità di primo ministro il colonnello Joseph von Werklein, che si inimicò presto la cittadinanza. Due anni dopo i moti partiti dalla Francia interessarono anche Parma, dove i rivoltosi manifestarono contro il Barone, che fuggì, e inneggiarono alla Duchessa, che, spaventata da tanto entusiasmo, si rifugiò a Piacenza. Dopo ventotto giorni di governo provvisorio, la città fu riconquistata dalle truppe austriache, inviate da Francesco I, che presero per alcuni anni possesso della Cittadella, mentre Maria Luigia ritornò nella capitale concedendo l'amnistia ai ribelli.
Nel 1833 fu inviato in città in qualità di maggiordomo maggiore di corte Charles-René de Bombelles, che l'anno seguente divenne marito morganatico della Duchessa. Il Conte, nominato ministro della difesa, riorganizzò le truppe ducali e si occupò della risistemazione della Cittadella, ove fece riparare tutte le parti ammalorate, fece abbassare gli edifici esistenti in modo che la loro altezza fosse inferiore rispetto a quella delle mura e nel 1842 fece edificare una nuova grande caserma, su progetto dell'architetto Nicolò Bettoli; inoltre, destinò a campo di Marte la fascia di terreno compresa tra la fortezza e il torrente Parma, a protezione della quale tra il 1845 e il 1847 fu eretto un lungo argine fino al ponte Dattaro.

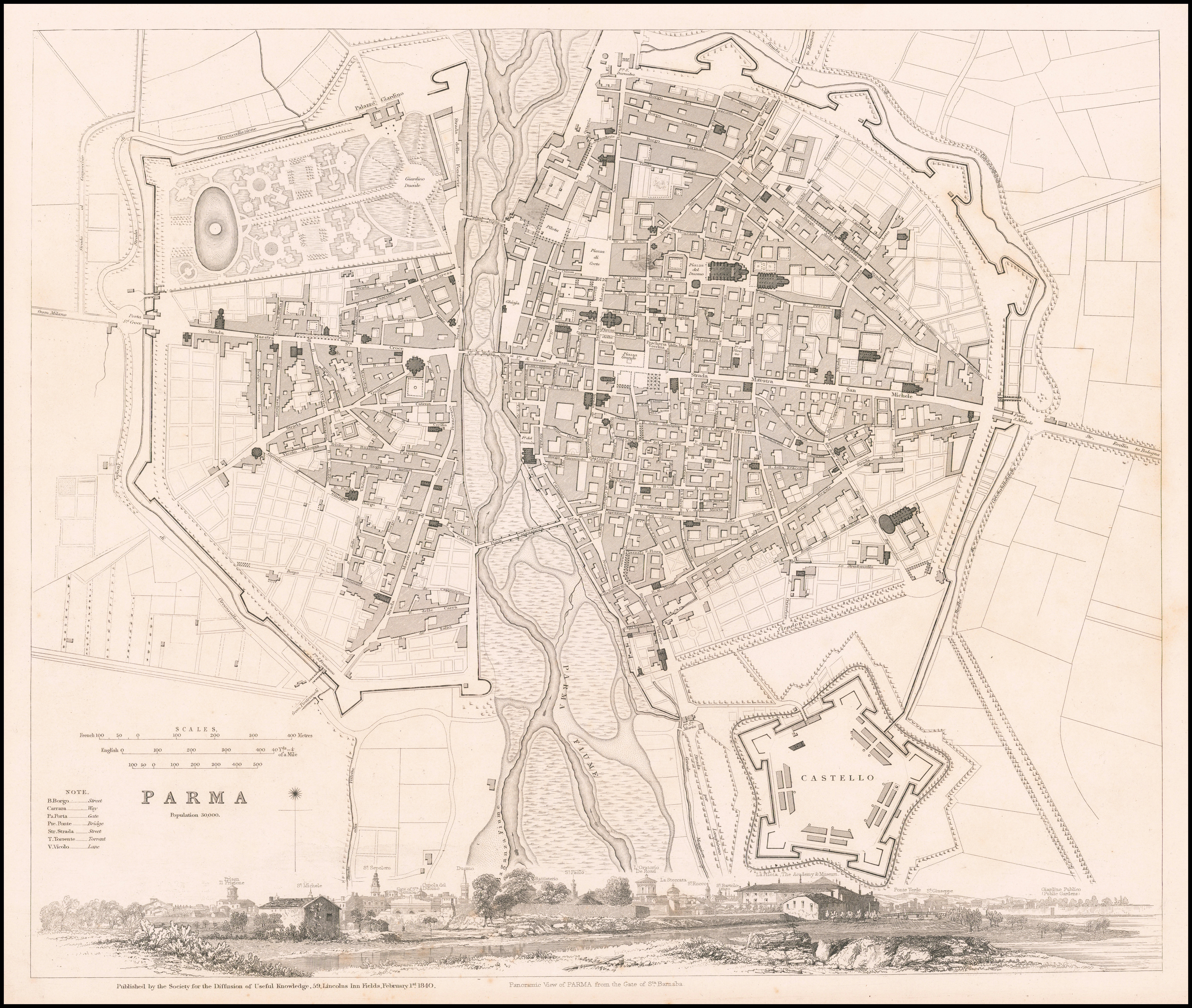
Pianta della città di Parma eseguita dalla Society for the Diffusion of Useful Knowledge nel 1840

Maria Luigia morì nel 1847. In base agli accordi del congresso di Vienna, il ducato tornò agli eredi di Ferdinando di Borbone, nelle mani di Carlo II, che l'anno seguente fu sorpreso dai moti rivoluzionari. Il Duca, alleato con gli austriaci, dopo alterne vicende scappò in Sassonia, mentre lo Stato fu annesso al regno di Sardegna; le truppe piemontesi occuparono la Cittadella, ma dopo la sconfitta a Custoza furono costrette a lasciare il posto agli austriaci. Il 14 marzo 1849 tornò nuovamente l'esercito piemontese, guidato dal generale Alfonso La Marmora, mentre Carlo II, ancora in Sassonia, abdicò a favore del figlio Carlo III, che prese possesso della città il 25 agosto di quell'anno, dopo la definitiva sconfitta dei piemontesi a Novara.
Il nuovo duca, appassionato di arte militare, si concentrò sulla Cittadella, che il 22 ottobre 1850, tramite decreto, dichiarò "piazza di Guerra"; tra le disposizioni previste, fu tracciato un perimetro intorno alla fortezza da lasciare completamente privo di edifici e alberi, con l'obbligo di rimuovere tutti quelli presenti. Apportò inoltre numerose modifiche alla struttura, tra cui la sopraelevazione dei baluardi verso ovest, la costruzione di un rivellino di fronte alla porta del Soccorso, la realizzazione di un ponte levatoio più grande davanti all'ingresso principale, l'edificazione di una serie di fortilizi e trincee intorno al campo di Marte, l'innalzamento nel 1852 della neogotica chiesa di San Lodovico al centro della piazza centrale e l'aggiunta di numerosi cannoni rivolti verso la città, oltre che di continui nuovi armamenti.

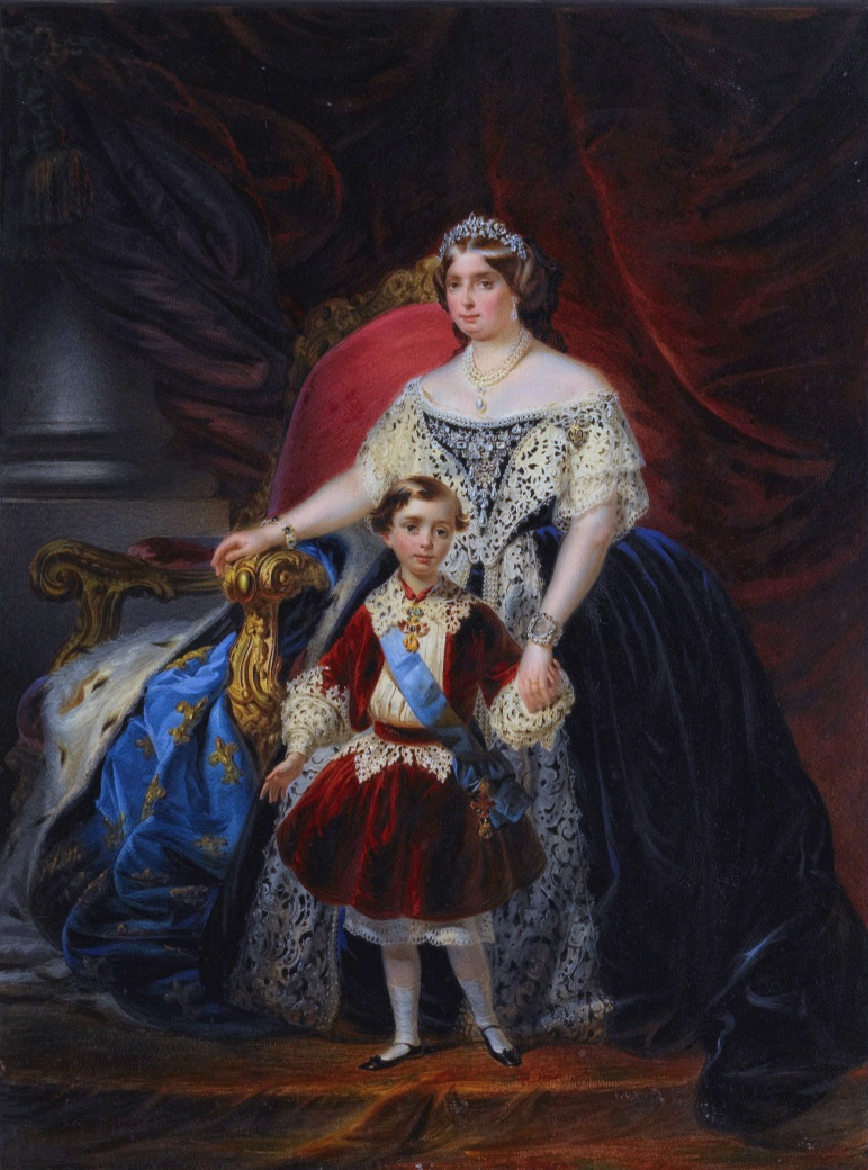
Luisa Maria di Borbone e il figlio Roberto I in un ritratto di Giulio Carlini (1854)

Carlo III morì assassinato il 26 marzo 1854. La vedova Luisa Maria nominò il figlio Roberto I nuovo duca e, data la sua minore età, assunse la reggenza dello Stato. La Cittadella tornò inizialmente in una situazione più tranquilla rispetto alle frenetiche manovre degli anni precedenti. Tuttavia, la calma apparente durò per breve tempo: soltanto dopo pochi mesi il Governo fu informato di una nuova rivolta che era stata organizzata e reagì con la forza, arrestando e condannando a morte i ribelli, che furono fucilati nella fortezza.
Negli anni seguenti la Duchessa tentò di riportare la tranquillità in città e, rendendosi neutrale, ruppe l'alleanza con l'Impero austriaco, le cui truppe nel 1857 si allontanarono dalla Cittadella e dal territorio ducale. Nel frattempo, furono avviati alcuni importanti interventi nella fortezza: nel 1856, per volere di Luisa Maria, fu innalzata una nuova grande caserma, su progetto dell'ingegnere del genio militare Filippo Bucci; nel 1858 crollò un ampio tratto della muratura sul lato est della fortificazione, su cui l'anno seguente, dopo la ricostruzione, fu edificata una lunga scuderia, a servizio della quale fu chiuso il musone nord del bastione di San Francesco realizzando al suo interno un ampio ambiente. Inoltre, nello stesso periodo il campo di Marte iniziò a essere utilizzato, oltre che per le esercitazioni della cavalleria, anche come sede di fiere di animali.
Gli sforzi della Duchessa non furono però sufficienti a placare la cittadinanza e nel 1859, in seguito allo scoppio della seconda guerra d'indipendenza, Luisa Maria scappò coi figli inizialmente a Brescello e poi a Mantova, per rientrare da sola a Parma dopo alcuni giorni. Tuttavia, vi rimase soltanto per un mese, perché, dopo la vittoria franco-piemontese a Magenta, il 9 giugno lasciò definitivamente lo Stato. Nella fortezza, in un clima di fortissima tensione, si radunarono tutte le truppe ducali, guidate dal generale Antonio Crotti, che, per evitare uno spargimento di sangue, nella notte si allontanò con l'intero esercito alla volta di Mantova, abbandonando la Cittadella vuota. La guardia nazionale piemontese prese possesso della struttura, che fino al termine definitivo del conflitto fu trasformata in un grande arsenale per la produzione di armamenti.
L'ex ducato fu inizialmente annesso alle regie province dell'Emilia, per poi essere unito al regno d'Italia in seguito al plebiscito dell'11 marzo 1860. Il re Vittorio Emanuele II di Savoia visitò Parma e la Cittadella il 6 e 7 maggio seguenti.

### XX secolo

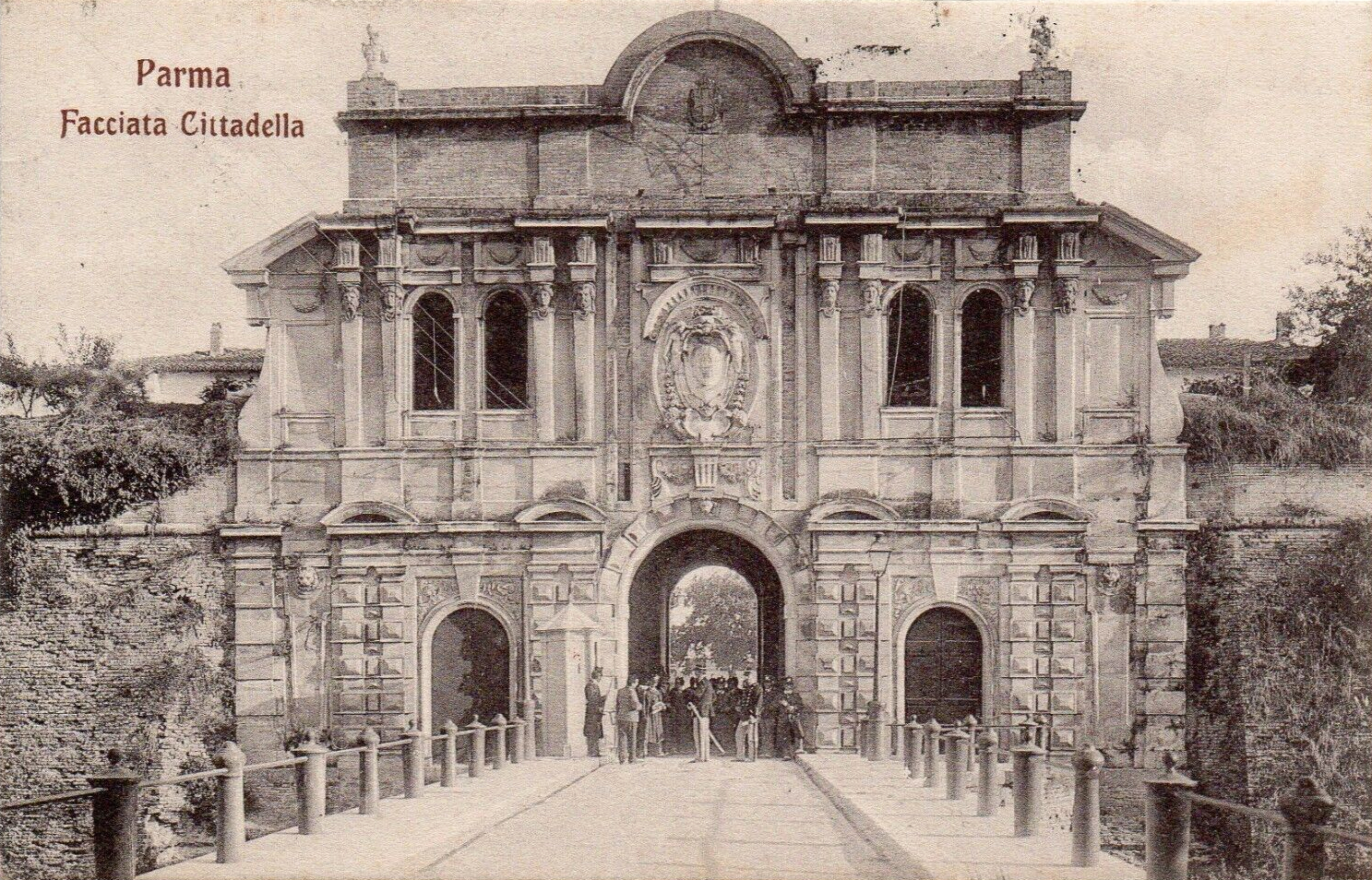
L'ingresso monumentale nel 1909

La Cittadella continuò a essere utilizzata come caserma, intitolata ad Alessandro Farnese, anche nei primi decenni del XX secolo. Durante la prima guerra mondiale divenne la sede del distretto militare cittadino, nonché il principale alloggiamento dei soldati del circondario.
Nel frattempo, nel campo di Marte dal 1861 le fiere del bestiame erano state accompagnate da corse dei cavalli e altre manifestazioni. In seguito alla demolizione nel 1901 di Porta Nuova, nel 1910 la vasta area fu ceduta al Comune di Parma, che vi realizzò una lottizzazione residenziale; nei tre decenni seguenti vi furono costruiti, oltre a numerosi villini privati, alcuni grandi edifici aperti al pubblico, tra cui il seminario minore, la Casa del Balilla e la chiesa del Sacro Cuore. Sul lato opposto, il fossato a nord-est del bastione di San Giovanni Battista, a ridosso di via Racagni, fu invece acquistato dall'Università degli Studi di Parma che, attraverso i Gruppi Universitari Fascisti, vi realizzò il circolo della Raquette, con alcuni campi da tennis e un locale da ballo.
Durante la seconda guerra mondiale nella fortezza fu dislocato il deposito del 19º Reggimento "Cavalleggeri Guide". In seguito all'armistizio di Cassibile, nella notte dell'8 settembre 1943 il I battaglione del 1. reggimento Grenadier "Leibstandarte SS Adolf Hitler" giunse a Parma e attaccò i principali presidi militari, tra cui la Cittadella: colpi di mortaio furono sparati contro la fortificazione, mentre un carro armato sfondò il portone dell'ingresso monumentale, vincendo facilmente la resistenza dello sparuto gruppo di soldati posti a presidio.

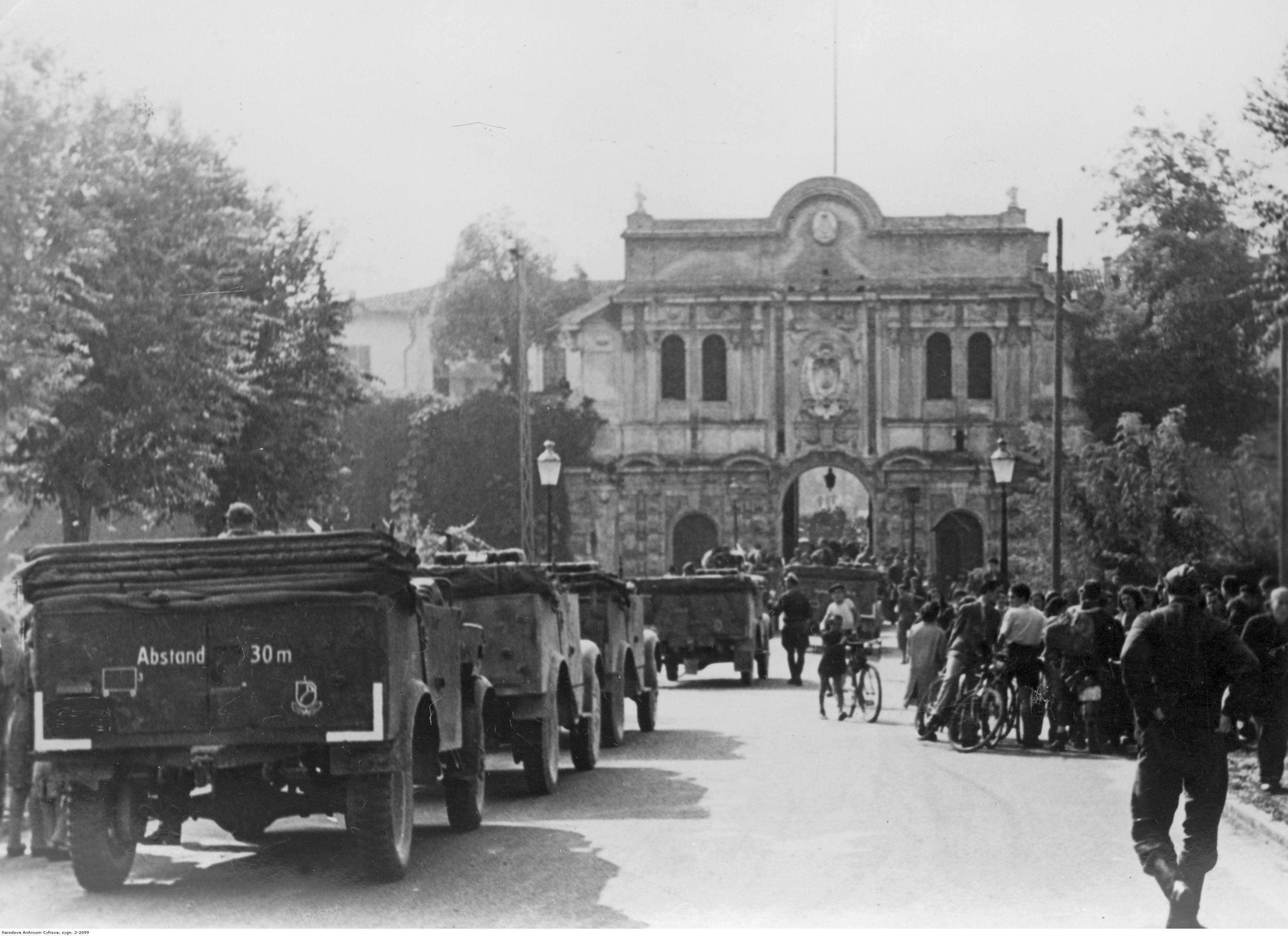
La 1. SS-Panzer-Division "Leibstandarte SS Adolf Hitler" diretta all'ingresso monumentale il 9 settembre 1943

Nei tre giorni seguenti, circa 7000 soldati italiani furono catturati e, in vista della loro deportazione in Germania l'11 settembre, ammassati nella Cittadella, che nei mesi seguenti divenne l'acquartieramento di alcuni reparti della Wehrmacht. L'occupazione tedesca interessò anche l'area circostante: numerosi edifici e villini privati, posti nell'area compresa tra lo stradone Martiri della Libertà, viale Duca Alessandro, viale San Martino e viale Rustici, furono requisiti e adibiti a uffici amministrativi, abitazioni degli ufficiali e cliniche destinati all'esercito nazista. Nel corso del conflitto, la porta del Soccorso subì dei significativi danni, perdendo anche la decorazione originaria in granito del portale.
Nel 1946, dopo la fine della guerra, la Cittadella perse le funzioni militari. Il Comune di Parma mostrò interesse a entrare in possesso della struttura e, dopo alcuni anni in cui parte degli spazi interni fu destinata a campi coltivati e frutteti, la acquistò dal Ministero della difesa per trasformarla in un parco pubblico. Quasi tutti gli edifici furono demoliti, a eccezione di una delle antiche caserme che fu trasformata in ostello per la Gioventù, mentre nella spianata furono tracciati i viali e i campi sportivi. Nei decenni seguenti la struttura iniziò inoltre a essere utilizzata per ospitare un luna park nel periodo primaverile, oltre a svariati eventi e spettacoli. Nel 1985 l'antico fossato a ovest a ridosso dei giardini privati, abbandonato e invaso dalla vegetazione spontanea, fu ripulito.

### XXI secolo
Nel 2008, in vista della ristrutturazione complessiva della Cittadella, furono avviati, su iniziativa del Comune, i lavori di risistemazione del bastione di Santa Maria, chiuso da più di trent'anni e invaso da piante infestanti; il baluardo, in cui furono recuperate le antiche strutture militari, fu riaperto nel 2010. Nel frattempo, nel 2009 fu presentato il progetto di restauro dell'intera fortezza, redatto dallo studio Canali, in seguito al quale nel 2011 fu rimossa la vegetazione spontanea cresciuta lungo i camminamenti perimetrali, che minava la stabilità della muratura esterna; furono poi piantumati circa 700 nuovi alberi e arbusti lungo i viali. Fu inoltre avviato il cantiere di rifacimento dell'edificio che ospitava l'ostello, che, dopo alcuni anni di interruzione delle opere, fu completato nel 2020 e trasformato in uno spazio destinato a giovani con disabilità denominato "Lostello", dotato di una libreria, un bar e un negozio.
Nel frattempo, su richiesta del Comune, nel 2017 fu redatto dallo studio Iotti + Pavarani Architetti un nuovo progetto di riqualificazione dell'intera Cittadella. Tra il 2018 e il 2019 fu restaurato l'ingresso monumentale, sia nelle due facciate sia nell'androne interno. I restanti interventi previsti, riguardanti il rifacimento delle pavimentazioni e dell'impianto di illuminazione, lo spostamento dei campi sportivi e delle aree di gioco per bambini e la realizzazione di uno skatepark, di un percorso podistico attrezzato, di un'arena all'aperto e di un nuovo ingresso affacciato su via Racagni, furono invece sospesi a causa delle proteste di numerosi cittadini. Nel 2021 furono stralciate le ultime quattro opere, mentre alla fine del 2023 fu deciso dall'amministrazione comunale di non procedere col trasferimento dei campi da basket, confermando solo i lavori riguardanti la risistemazione del viale d'ingresso principale e degli spazi adiacenti e la realizzazione di una nuova area giochi a lato della strada d'accesso secondaria.

## Descrizione

Pianta della Cittadella

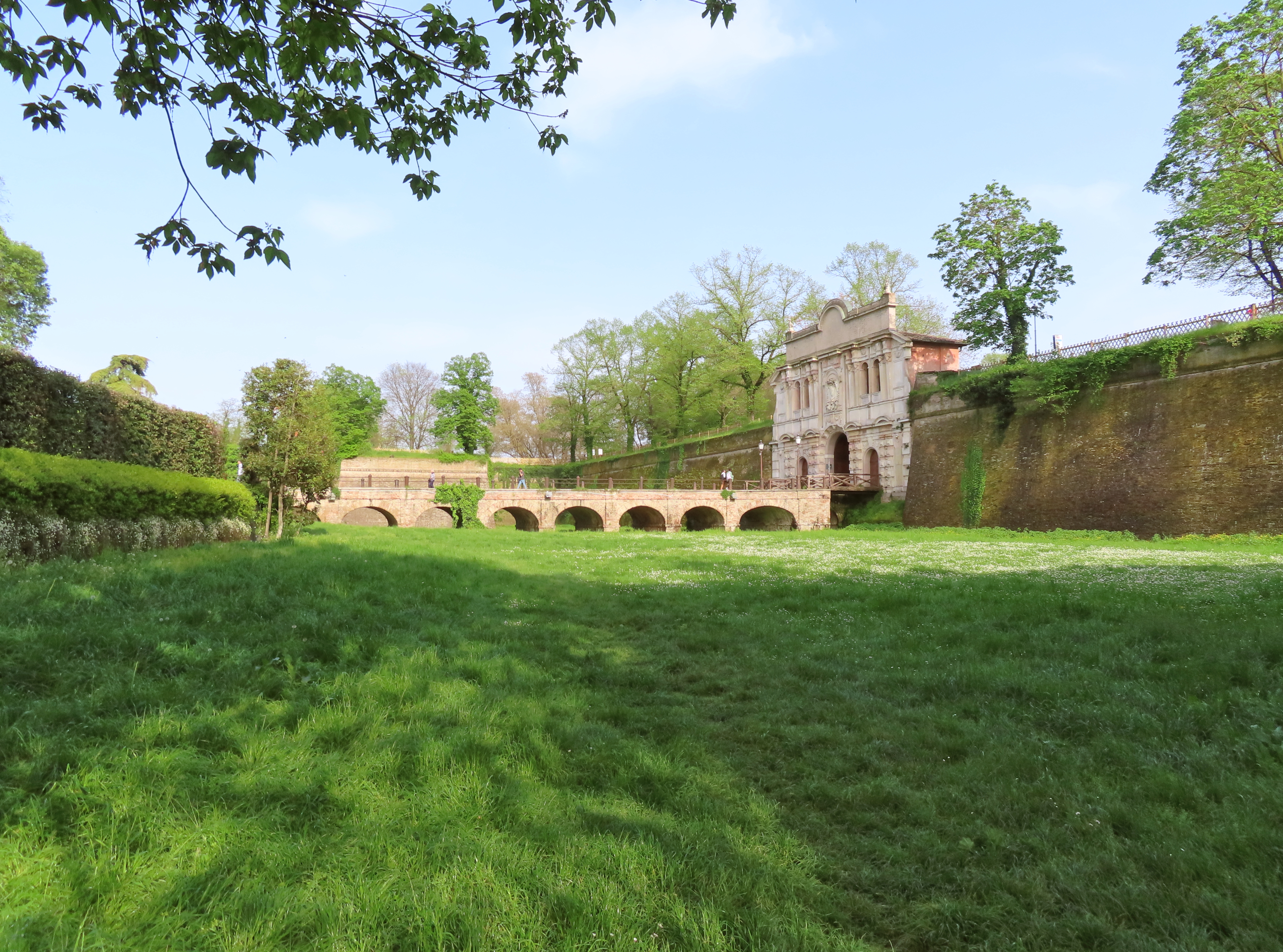
Il lato nord con l'ingresso monumentale visto dal fossato

La Cittadella, estesa su una superficie di quasi 12 ettari, si sviluppa su una pianta pentagonale, con cinque baluardi alle estremità dotati di musoni squadrati; fa eccezione il bastione di San Francesco, in cui il musone nord, presente all'epoca della costruzione, fu eliminato a metà XIX secolo. Gli ingressi sono due: quello principale, che si trova a metà del lato nord, e quello secondario, noto come porta del Soccorso, collocato al centro del lato sud-ovest. La fortezza è circondata da un ampio fossato asciutto, fino al XIX secolo esteso per quasi 13 ettari ma significativamente ridotto in seguito all'espansione della città.
La struttura è costituita da un lungo terrapieno rivestito esternamente con una muratura continua in mattoni, con andamento a scarpa, alta all'incirca 10 m rispetto al fondo del fossato e sprovvista di merlatura di coronamento. Il paramento è privo di aperture, a eccezione delle grandi cannoniere affiancate poste all'interno degli musoni, che si conservano integre soltanto nel bastione di Santa Maria verso nord-est e nel bastione di San Giovanni Battista verso sud-est; ai lati dei musoni sono ancora visibili alcuni merloni in sommità, posti anticamente a protezione delle artiglierie. All'estremità del bastione di Santa Maria si conserva un breve tratto delle antiche mura cittadine, che collegavano la Cittadella alla non distante Porta Nuova, ricostruita alla fine del XVI secolo insieme alla fortezza.

### Porte

#### Ingresso monumentale

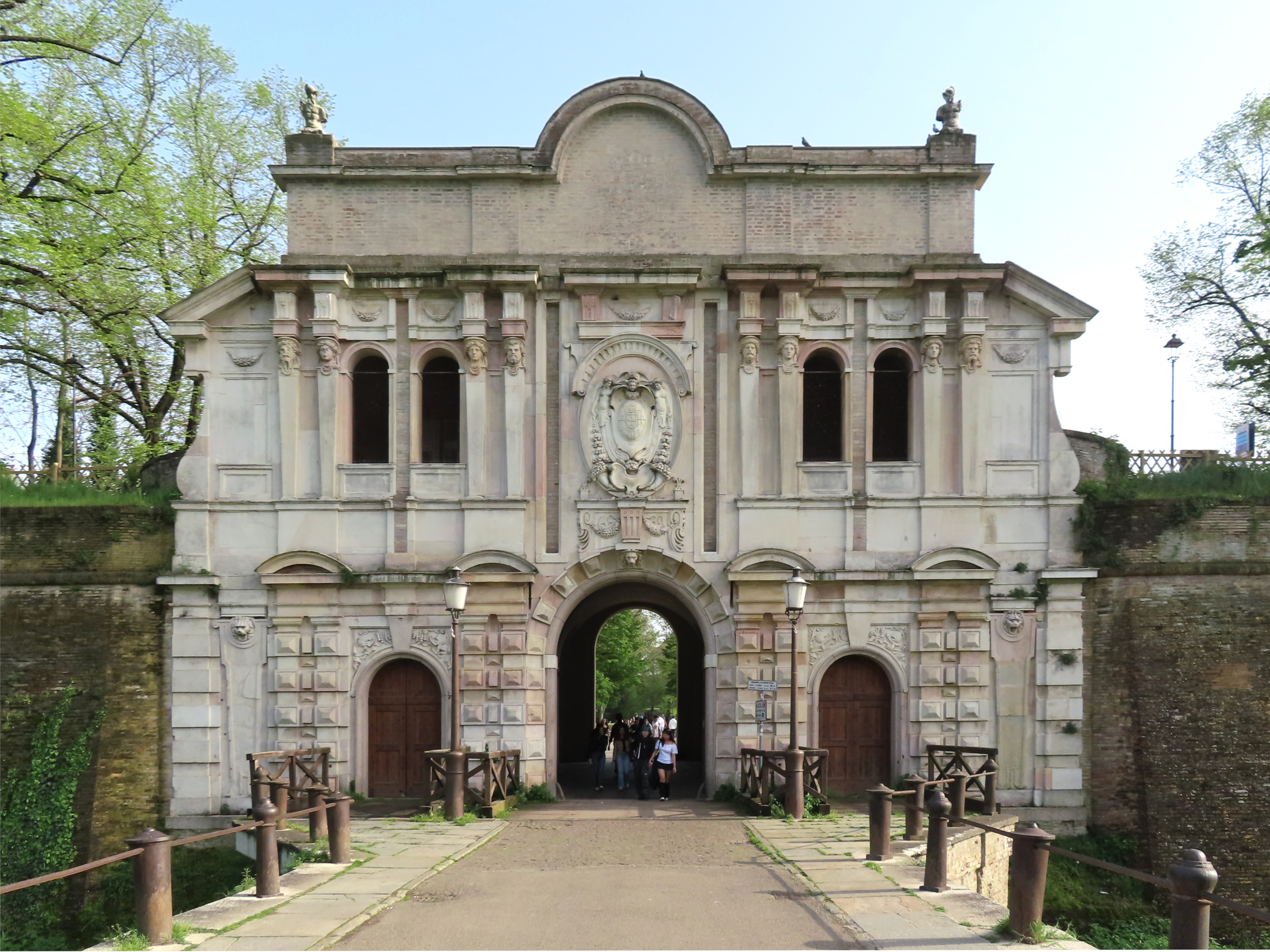
Ingresso monumentale.

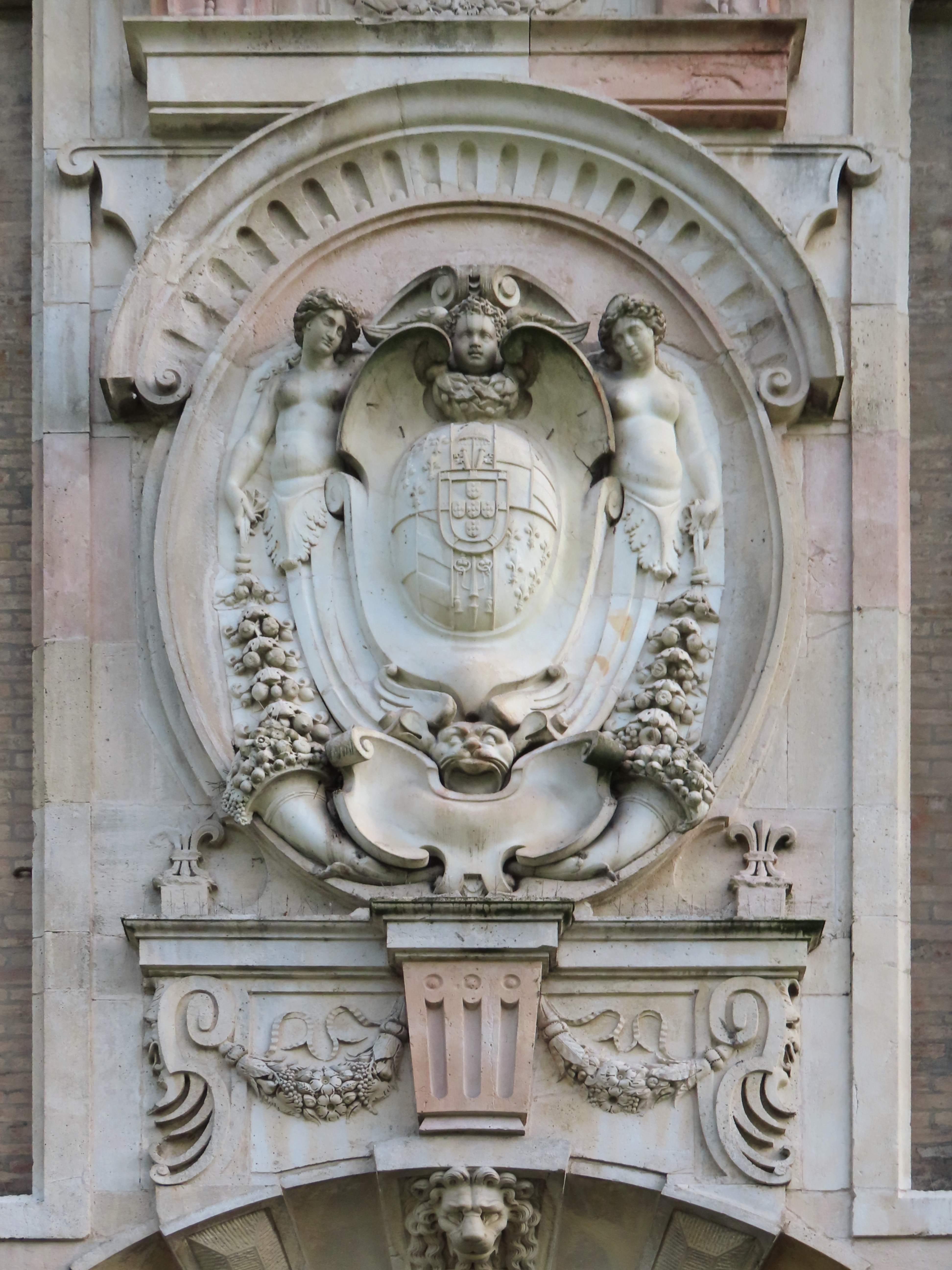
Lo stemma dei Farnese al centro della porta monumentale.

L'ingresso principale sorge al centro del lato nord, verso il centro cittadino, ed è preceduto da un ponte a nove arcate ribassate, delimitato da una ringhiera metallica aggiunta nel XIX secolo. Alla struttura in muratura si aggiunge un'ulteriore campata lignea sul luogo dell'antico ponte levatoio, suddivisa in tre parti corrispondenti ai tre accessi.
La simmetrica facciata manierista, interamente rivestita in pietra di Angera e in pietra di Miarolo riccamente scolpite, è suddivisa orizzontalmente in tre ordini. Il livello inferiore presenta tre portali d'ingresso ad arco a tutto sesto, di cui quello centrale più ampio delimitato da una cornice strombata in bugnato; gli ingressi sono affiancati da coppie di lesene bugnate a fasce, coronate da frontoni circolari, mentre alle estremità si ergono altre due lesene a strisce orizzontali. Superiormente si staglia nel mezzo, all'interno di una cornice ovale, un grande stemma marmoreo dei Farnese, realizzato in marmo di Carrara dallo scultore Achille Turbati, collaboratore del Moschino; a fianco si trovano due alte fessure che originariamente ospitavano i bolzoni del ponte levatoio centrale; ai lati, in corrispondenza dei portali secondari si aprono due bifore a tutto sesto, scandite dalle fessure dei bolzoni dei ponti esterni e delimitate da coppie di paraste coronate da erme, a sostegno della trabeazione spezzata. In sommità, differentemente dal progetto originario del Moschino che prevedeva una loggia coperta, si eleva un frontone rettangolare in mattoni, sormontato nel mezzo da un fastigio semicircolare e ai lati da due piccoli busti.

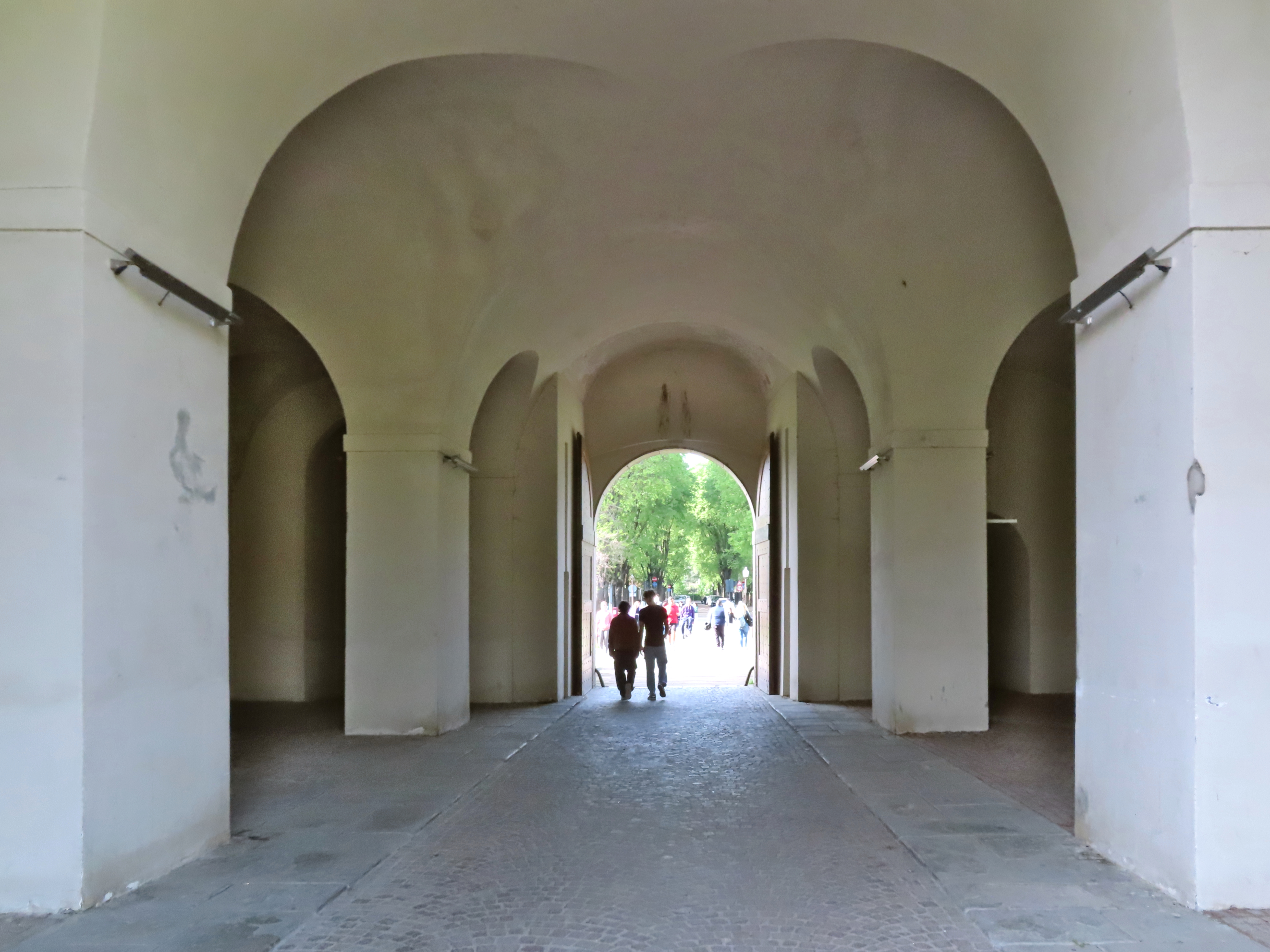
Interno della porta monumentale

All'interno l'androne a tre navate, di cui la centrale voltata a botte, accoglie su un lato una grande stele marmorea neoclassica, coronata da un frontone triangolare con due acroteri alle estremità; nel mezzo della lastra, sotto a un medaglione raffigurante il conte Neipperg, è incisa l'epigrafe: «Al conte Alberto di Neipperg, tenente maresciallo austriaco, gli Uffiziali di tutte le milizie parmigiane, che l'ebbero per XIV anni, Capo onorevole in guerra, benevolo in pace, fecero del proprio, MDCCCXXVIIII». Al livello sovrastante, anticamente destinato a residenza del castellano, si trova un piccolo corpo di fabbrica che si allunga in adiacenza al viale perimetrale superiore; in origine tale struttura, più ampia, era collegata con gli edifici del corpo di guardia, che sorgevano sul retro ai lati della strada d'ingresso.

#### Porta del Soccorso

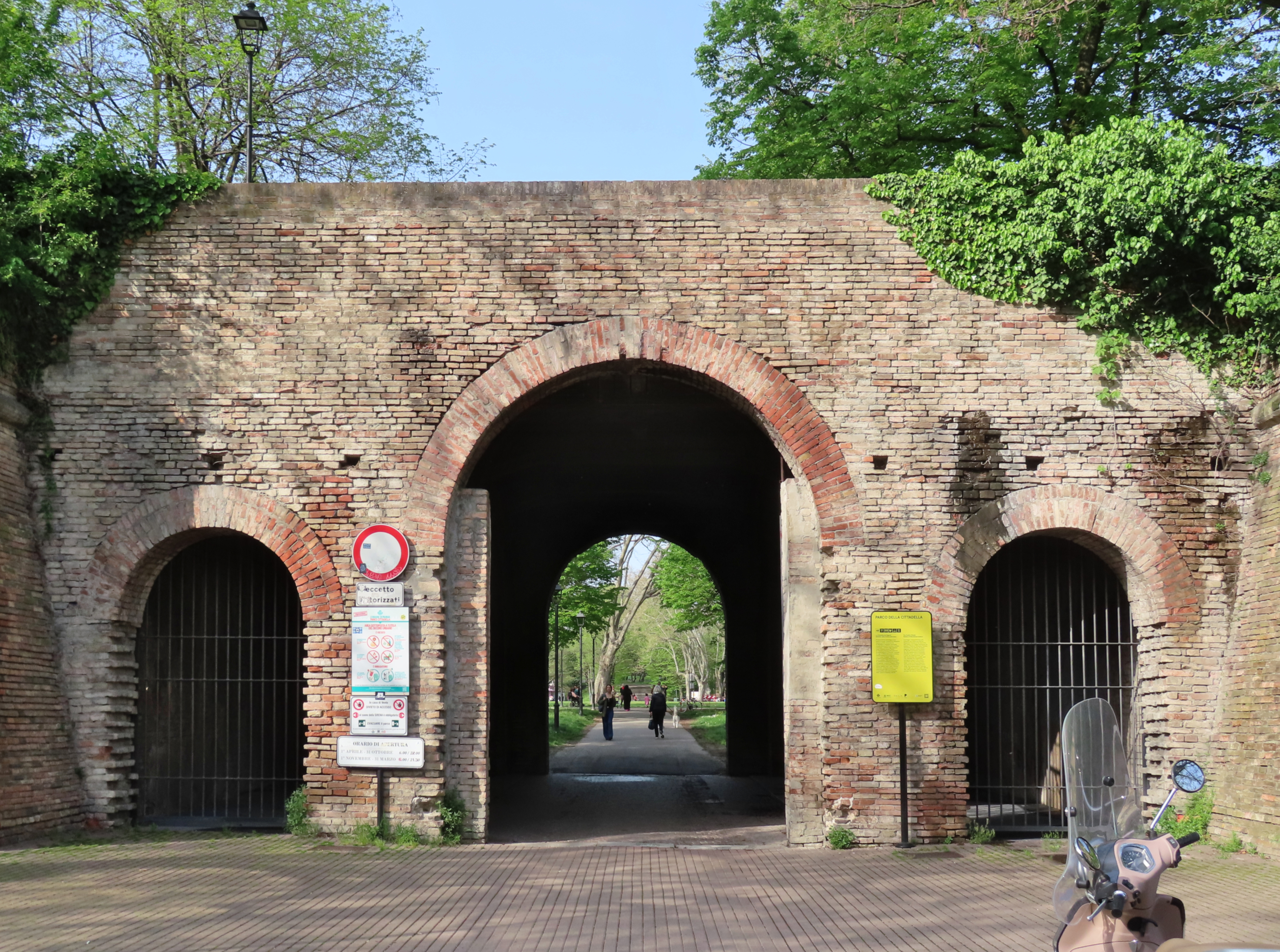
Porta del Soccorso

La porta del Soccorso sorge al centro del lato sud-ovest, verso la campagna, ed è preceduta da un terrapieno.
La simmetrica facciata in laterizio, ripristinata nel secondo dopoguerra dopo i danni subiti nel corso del conflitto, presenta tre portali d'ingresso ad arco a tutto sesto, di cui quello centrale più ampio, privi delle originarie cornici modanate in granito. Sopra alle entrate secondarie erano anticamente posizionati due grandi finti cannoni, anch'essi in granito, successivamente ricollocati all'interno ai lati del viale d'accesso.

### Interno

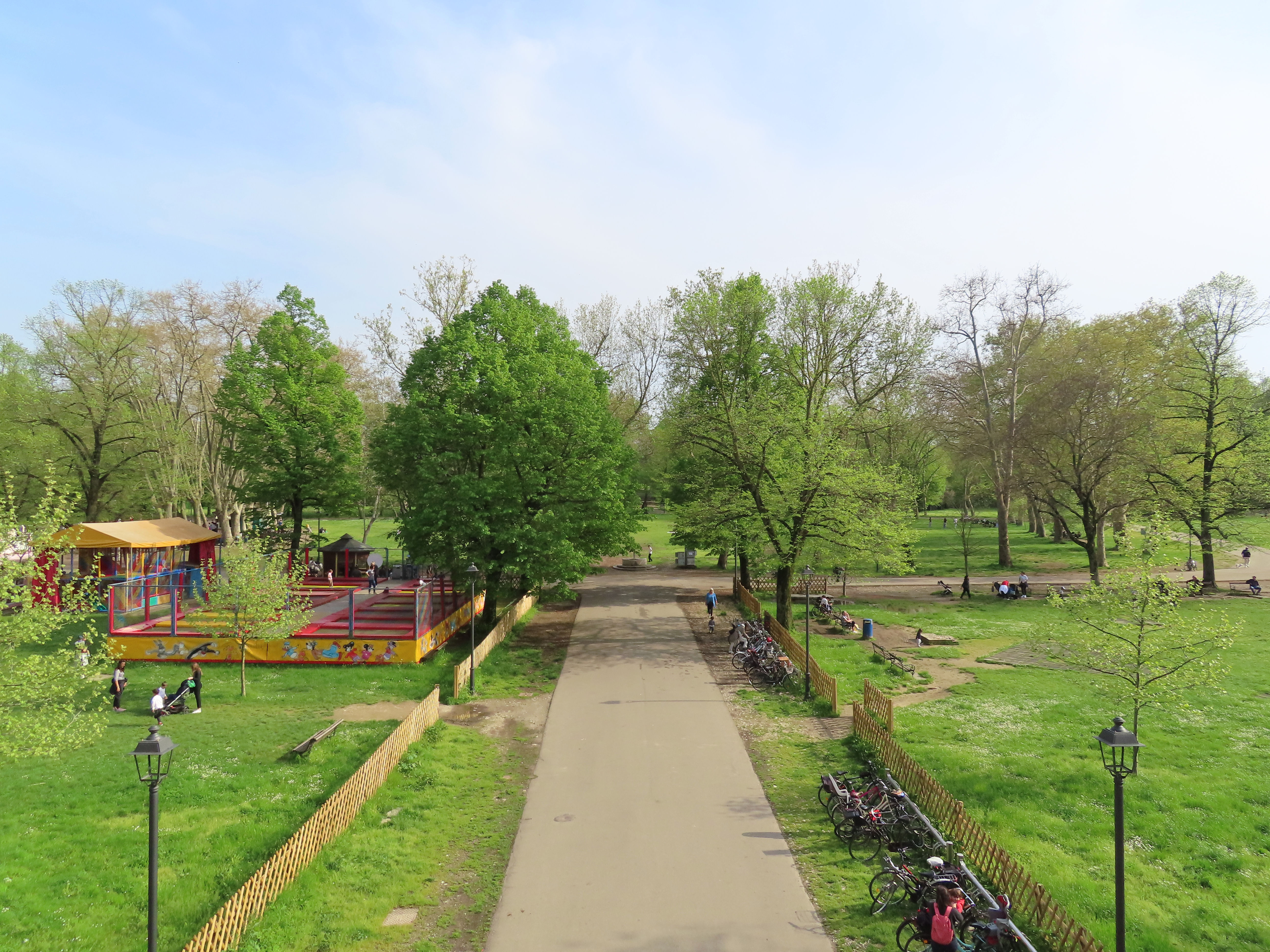
Viale d'ingresso principale

All'interno lo spazio, anticamente occupato nel mezzo da un'ampia piazza attorno alla quale si ergevano una serie di edifici destinati a caserme, magazzini, infermerie e prigioni, è dominato dal secondo dopoguerra da vasti prati. Due strade collegano le porte al viale pentagonale interno, che, affiancato da alti platani in parte secolari, perimetra l'area centrale. Cinque rampe rettilinee, delimitate da filari di tigli, si ergono dai vertici del poligono per raggiungere in quota, in corrispondenza dei bastioni, le estremità del viale pentagonale esterno, ove formano delle aiuole occupate da quattro cedri dell'Atlante e uno spino di Giuda. Alla strada poligonale sui terragli, fiancheggiata da tigli, pioppi e robinie, si accosta un percorso podistico, che si distacca nei baluardi per seguirne il contorno.
Al livello inferiore, le rampe e i viali suddividono il prato in grandi trapezi. L'area giochi, di cui è previsto lo spostamento in un altro settore, si trova ai lati della strada d'ingresso principale; alla sua destra inoltre affiorano alcuni tratti delle fondazioni della cinquecentesca chiesa della Beata Vergine del Rosario, mentre di fronte è collocata un'ampia fontana marmorea semicircolare, anticamente utilizzata come abbeveratoio per i cavalli. Grandi prati, delimitati da porte da calcio, si estendono nel settore pentagonale centrale e negli spazi ovest, sud-ovest e sud-est. La zona a nord-est è infine occupata da due campi da basket in cemento verso l'interno e dall'ex ostello e dalle sue pertinenze verso l'esterno.

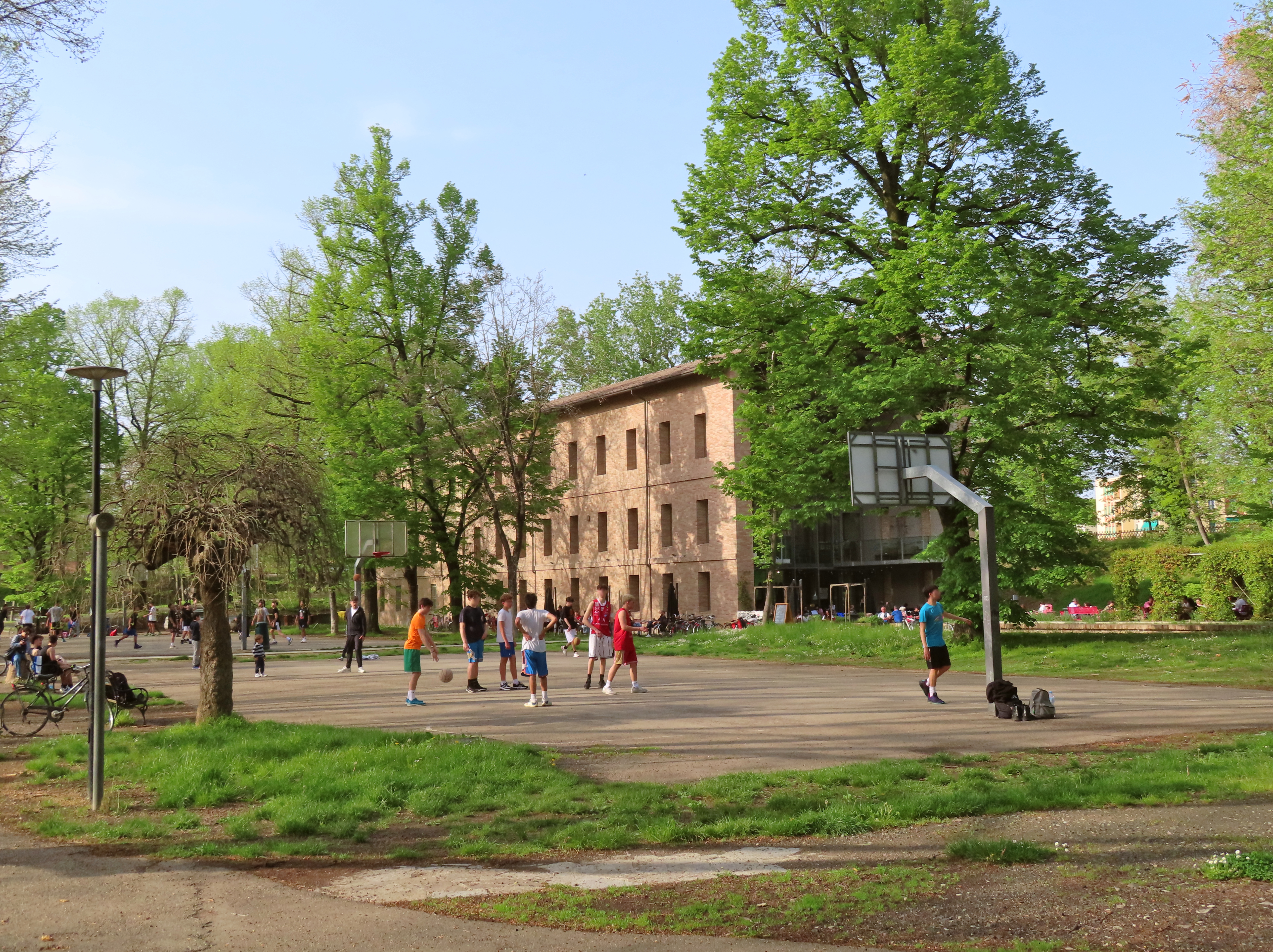
I due campi da basket e l'ex caserma

L'ex caserma, realizzata in laterizio e illuminata da numerose finestre e da una grande vetrata sul fianco sud-est, si articola su due livelli, estendendosi su circa 700 m² complessivi. Gli ambienti, integralmente ristrutturati in stile contemporaneo, si suddividono in un salone, una sala lettura, un bar, alcuni laboratori destinati a formare al lavoro giovani con disabilità e un negozio di vendita delle merci ivi prodotte. All'esterno, un'area di 1000 m² adibita a giardino si estende in continuità con l'edificio verso sud-est; lo spazio è suddiviso in varie aiuole dai basamenti delle murature di un'antica caserma e presenta nel mezzo un pergolato metallico.
Lungo il perimetro della spianata pentagonale inferiore si ergono le scarpate del terrapieno esterno, su cui cresce una fitta boscaglia nata spontaneamente, costituita in prevalenza da pioppi neri e robinie. Alle estremità, in adiacenza alle rampe, sono collocati i portali di accesso agli ambienti sotterranei dei baluardi.

### Bastioni

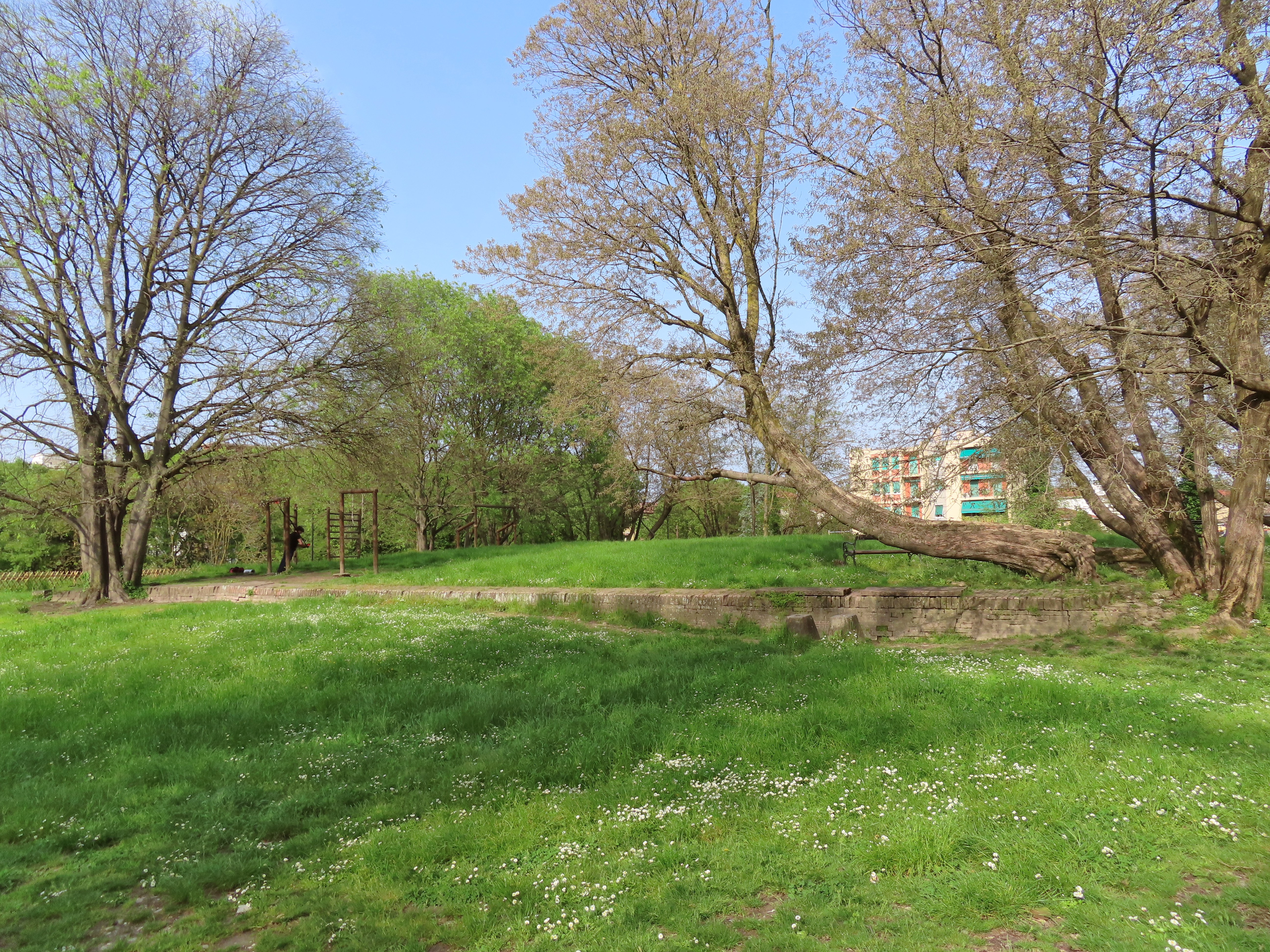
Il pianoro col cavaliere del bastione di San Giovanni Battista

I cinque bastioni si sviluppano su una pianta poligonale a forma di punta di freccia, con due facce esterne disposte ad angolo acuto e due musoni squadrati. I baluardi, coronati da pianori in terra cintati da staccionate lignee, ospitano al loro interno una fitta rete di locali sotterranei, destinati anticamente a cannoniere, camere da fuoco, casematte e depositi. Gli spiazzi superiori erano originariamente collegati con l'esterno attraverso coppie di gallerie di sortita solo in parte conservatesi nel tempo, utilizzabili in caso di assedio per inviare rapidamente soldati contro gli assalitori.
Il bastione di San Giovanni Battista, posto a nord-est, è caratterizzato dalla presenza di un ampio cavaliere in muratura, che eleva il pianoro centrale rispetto alla cornice esterna. Sullo spiazzo sono collocati vari attrezzi ginnici in legno, ombreggiati da alcuni boschetti di piante, tra le quali numerosi gelsi da carta, bagolari e robinie.
Il bastione di San Francesco, collocato a est e privo del musone settentrionale, è coperto da un grande prato, punteggiato da pochi alberi, tra cui spicca un alto pioppo.
Il bastione di San Pietro, posto a sud-est, presenta caratteristiche simili al precedente ed è dominato sulla punta da un grande acero di monte.

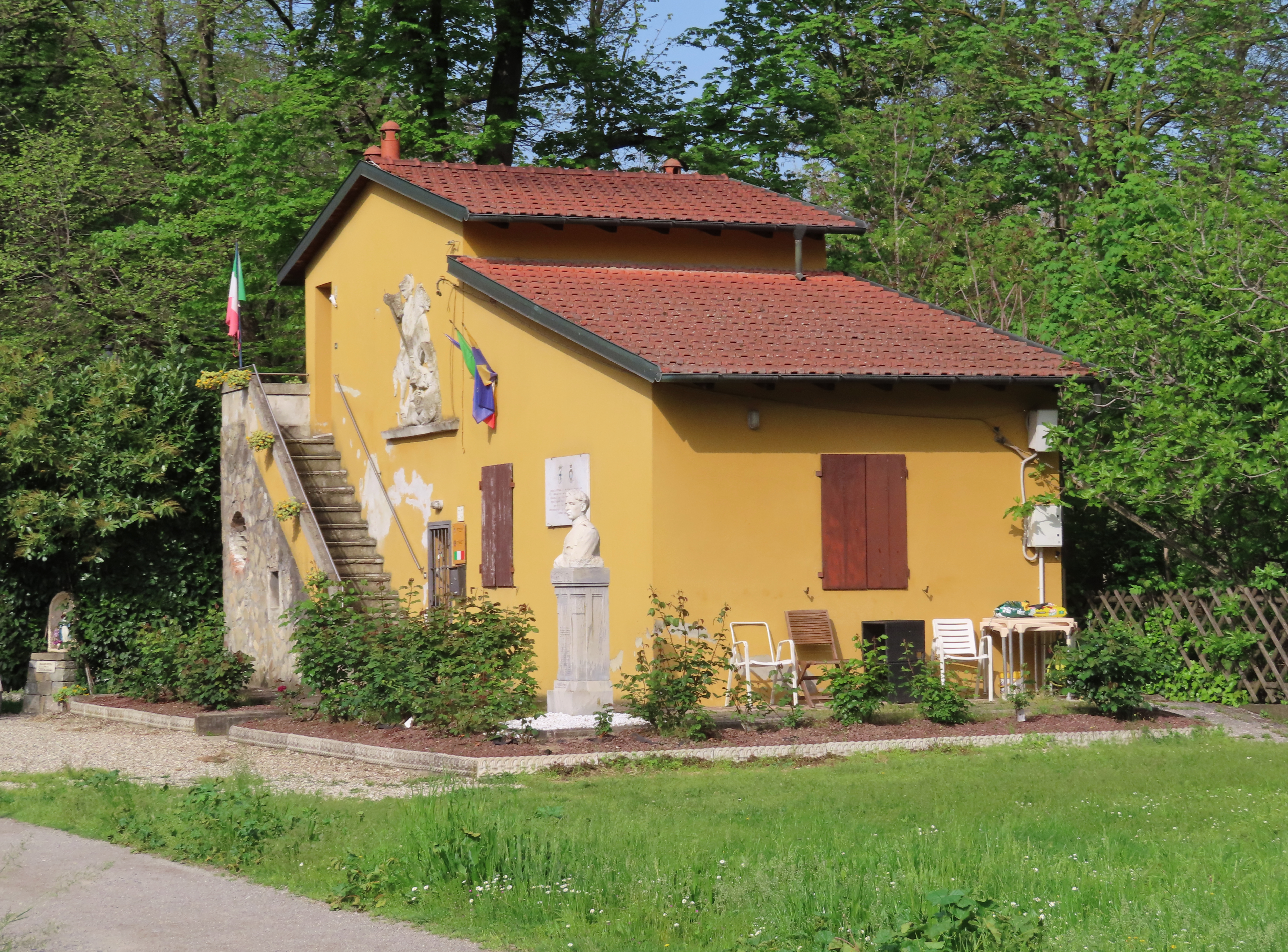
La palazzina di San Giorgio sul bastione di Sant'Alessandro

Il bastione di Sant'Alessandro, collocato a sud-ovest, è occupato in gran parte da un'area per i cani recintata, ombreggiata da rade piante. Sul musone est si erge l'antica palazzina di San Giorgio, caratterizzata dalla presenza sulla facciata principale di un grande altorilievo raffigurante il santo omonimo. Il piccolo edificio, sede di alcune associazioni, è affiancato dal busto marmoreo di Michele Vitali Mazza, eseguito nella prima metà del XX secolo.
Il bastione di Santa Maria, posto a nord-ovest, è pressoché privo di vegetazione. Il pianoro è dominato dai ruderi delle antiche fortificazioni, recuperati nel corso del restauro del 2010. Risultano visibili il muretto di contorno del cavaliere, i due accessi alle gallerie di sortita, il camminamento di ronda esterno, le rampe ottocentesche delle artiglierie e l'ampia camera da fuoco sotterranea, pavimentata in acciottolato e priva dell'originaria copertura a volte.

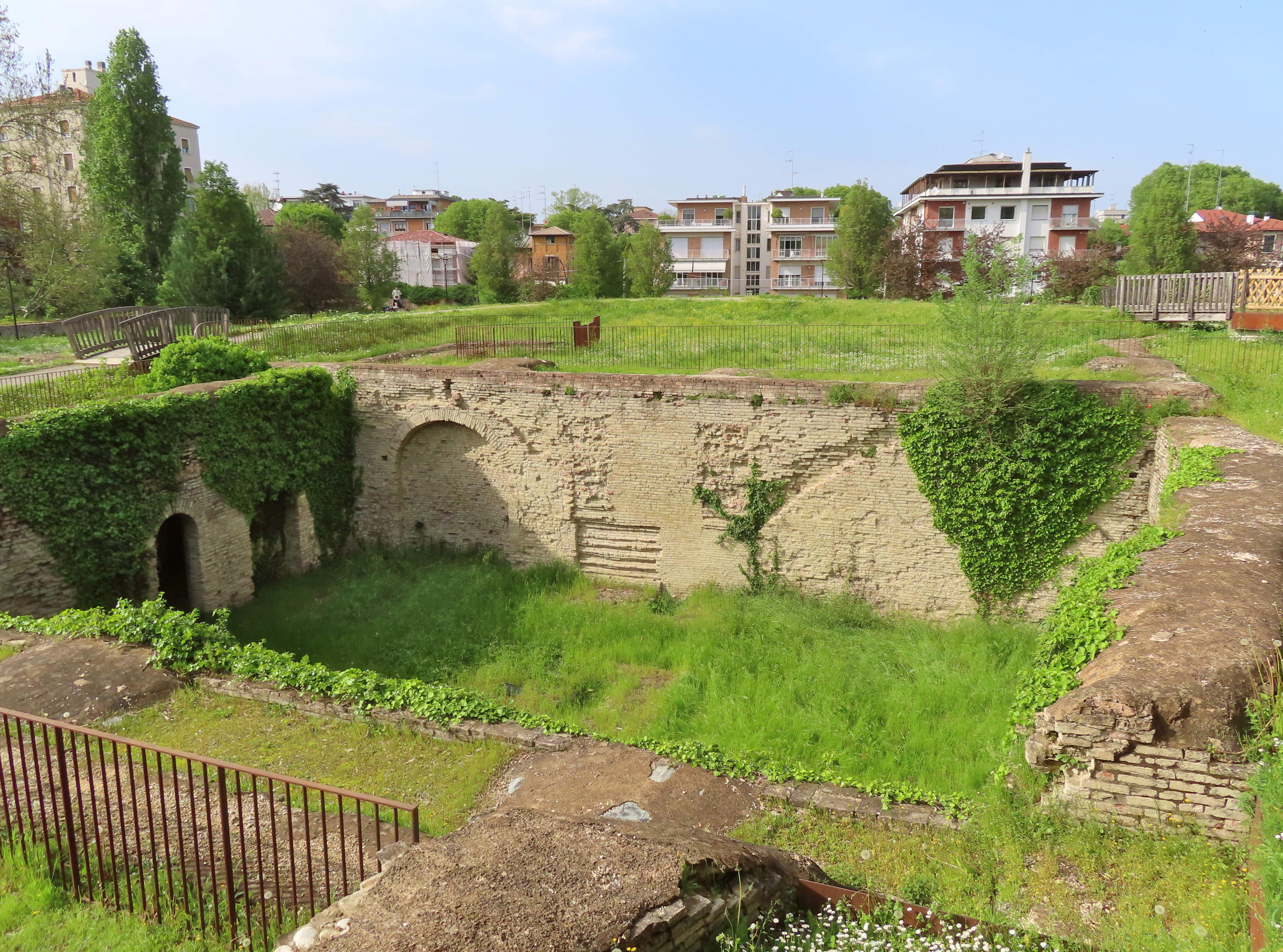
La camera da fuoco del bastione di Santa Maria

## Eventi
L'antica fortezza è utilizzata in alcuni periodi dell'anno come sede di vari eventi e spettacoli, tra cui manifestazioni sportive e culturali, concerti e luna park.
Tra i principali, vi si svolgono dal 2019 l'Alé Parma Sport Festival, manifestazione annuale che offre ai giovani più di quaranta diverse discipline sportive, e Parma Cittàdella Musica, festival musicale che prevede una serie di concerti in Cittadella e al parco Ducale; vi si tiene inoltre in marzo la festa di san Patrizio, in precedenza ospitata in piazzale della Pace.
Altre manifestazioni si sono svolte nella struttura per alcuni anni, tra cui la Giornata dell'Arte, prima del suo spostamento al Centro Giovani Federale, e il festival culinario Slow Food Valley, in seguito soppresso.

## Nella cultura di massa
Una versione romanzesca della Cittadella appare nella Certosa di Parma, scritta da Stendhal nel 1839; la struttura fa da sfondo a varie vicende dell'opera, tra cui la prigionia del protagonista Fabrizio del Dongo e la sua fuga dalla fantomatica Torre Farnese del castello.
La fortezza è inoltre citata in altri testi letterari, tra cui i romanzi La Parma voladora, pubblicato da Giorgio Torelli nel 1996, e Reo confesso, scritto da Valerio Varesi nel 2021.

### Esplicative
1. ↑  Il 20 novembre 1589 Ranuccio scrisse al padre per avvisarlo della situazione, parlando «di alcuni discorsi che si vanno facendo per Parma per conto del novo Castello che qualch'uno va mettendo in considerazione che V.A. non possa constrir detto Castello senza licenza del Papa...». Il 12 marzo 1590 Alessandro rispose: «L'inclinazione del Papa, tende ogni giorno più a mostrar a casa nostra la poca volontà che li tiene mi pare che ci convenga metterci mano quanto prima, sia possibile...» In Archivio di Stato di Parma (ASP), Governo Farnesiano, Fabbriche ducali e fortificazioni, busta n°3, Castello di Parma.
2. ↑  Benedetto Zorzi e Andrea Morosini, in visita a Parma nell'ottobre 1598, stilarono una relazione al termine del sopralluogo: «La qualità del terreno è ottima, essendo molto tenace e cretoso; il che apporta anco un grandissimo comodo, poiché la fossa istessa viene a somministrare la materia per far le pietre...» In ASP, coll. cit., busta n°3.
3. ↑  Il 17 agosto 1590 il Duca ordinò «che l'opera si cominci quanto prima, et che ci si lavori con tanta furia et con così buon ordine che si veda in diffesa, et ci si possa metter la guardia et l'Artig.a in così pochi giorni, che sebene alcuno havesse pensiero di darci fastidio non solo lo possa conseguire ma manco esser'a tempo di poterlo fare [...]» In ASP, coll. cit., busta n°3.
4. ↑  Secondo gli storici Giuseppe Papagno e Marzio Achille Romani, le frodi perpetrate ai danni delle finanze del Duca, estese, come da denuncia dello Smeraldi, a tutte le attività del cantiere, potrebbero essersi verificate a tale livello di gravità soltanto se a esserne responsabili fossero stati i funzionari della Camera Ducale, gli Anziani, i magistrati e alcuni degli ingegneri conniventi presenti sul cantiere; ciò spiegherebbe le tensioni con lo Stirpio e lo Smeraldi, estranei a tali ruberie, e lo scaricamento di ogni accusa sul primo, tanto da provocarne l'allontanamento. Vedi Papagno 1982, pp. 197-199.
5. ↑  Al termine delle opere, come da rendiconti del 1607, l'ammontare totale dei costi di costruzione della Cittadella risultò pari a 496 838 scudi parmigiani, 373 957 dei quali furono chiesti in prestito dal Duca. Vedi Adorni 1989, p. 482.
6. ↑  Nel secondo dopoguerra il circolo fu donato al Comune di Parma, che nel 1946 lo affidò in gestione al CUS Parma. Vedi  Lorenzo Sartorio, Raquette, quel circolo tra tennis e mondanità, in www.gazzettadiparma.it, 30 aprile 2018. URL consultato il 18 marzo 2024 (archiviato dall'url originale il 18 marzo 2024).

### Bibliografiche
1. 1 2  Enciclopedia di Parma 1999, p. 240.
2. ↑  Adorni 1989, p. 450.
3. 1 2 3 4 5 6 7  Conforti 1982, p. 69.
4. 1 2  Adorni 2020, pp. 50-51.
5. 1 2 3 4 5 6 7 8 9 10  Conforti 1982, p. 70.
6. ↑  Adorni 1989, p. 467.
7. ↑  Casa 1897, pp. 118-120.
8. 1 2 3 4 5 6  Adorni 1978, p. 170.
9. ↑  Adorni 1989, pp. 468-469.
10. ↑  Adorni 1989, pp. 469-471.
11. ↑  Adorni 1989, p. 470.
12. ↑  Papagno 1982, p. 146.
13. 1 2  Adorni 1989, pp. 471-472.
14. ↑  Adorni 1989, p. 471.
15. 1 2  Adorni 1989, p. 472.
16. ↑  Casa 1897, pp. 109-114.
17. ↑  Casa 1897, pp. 113-114.
18. ↑  Conforti 1982, pp. 70-71.
19. 1 2 3 4  Conforti 1982, p. 71.
20. ↑  Conforti 1982, p. 35.
21. ↑  Conforti 1982, pp. 35-36.
22. ↑  Conforti 1982, pp. 36-37.
23. 1 2 3  Papagno 1982, p. 147.
24. ↑  Ronchini 1868, p. 175.
25. ↑  Ronchini 1868, pp. 176-177.
26. ↑  Conforti 1982, pp. 71, 167.
27. 1 2  Conforti 1982, p. 167.
28. ↑  Papagno 1982, pp. 147-148.
29. ↑  Papagno 1982, pp. 148-149.
30. ↑  Papagno 1982, p. 149.
31. ↑  Papagno 1982, pp. 150-151.
32. ↑  Adorni 2020, p. 51.
33. ↑  Papagno 1982, p. 152.
34. 1 2 3 4 5  Conforti 1982, p. 72.
35. ↑  Papagno 1982, pp. 161-162.
36. ↑  Ronchini 1868, p. 178.
37. ↑  Papagno 1982, pp. 152-153.
38. 1 2  Conforti 1982, pp. 71-72.
39. ↑  Casa 1897, p. 128.
40. 1 2 3  Conforti 1982, pp. 72-73.
41. ↑  Casa 1897, pp. 131-132.
42. ↑  Papagno 1982, p. 163.
43. 1 2  Papagno 1982, p. 164.
44. 1 2 3 4  Adorni 1989, pp. 472-473.
45. 1 2  Casa 1897, p. 127.
46. 1 2 3 4 5 6 7 8 9 10  Conforti 1982, p. 73.
47. 1 2  Casa 1897, p. 132.
48. ↑  Adorni 1989, p. 473.
49. ↑  Casa 1897, pp. 132-135.
50. ↑  Papagno 1982, p. 166.
51. 1 2  Casa 1897, pp. 135-140.
52. ↑  Papagno 1982, pp. 195-196.
53. 1 2  Casa 1897, p. 140.
54. ↑  Papagno 1982, p. 167.
55. ↑  Ronchini 1868, p. 179.
56. ↑  Papagno 1982, p. 183.
57. ↑  Papagno 1982, p. 171.
58. ↑  Papagno 1982, p. 172.
59. ↑  Papagno 1982, pp. 184-185.
60. ↑  Papagno 1982, pp. 186-193.
61. ↑  Casa 1897, pp. 146-147.
62. ↑  Papagno 1982, pp. 173, 185.
63. ↑  Papagno 1982, p. 185.
64. 1 2 3 4  Adorni 2020, p. 56.
65. ↑  Casa 1897, p. 154.
66. 1 2  Casa 1897, pp. 154-164.
67. 1 2  Conforti 1982, p. 74.
68. ↑  Casa 1897, p. 165.
69. ↑  Casa 1897, pp. 165-167.
70. ↑  Conforti 1982, pp. 74-75.
71. ↑  Casa 1897, pp. 167-168.
72. 1 2 3  Conforti 1982, p. 75.
73. ↑  Casa 1897, pp. 169-174.
74. 1 2 3 4  Casa 1897, p. 173.
75. 1 2 3 4 5 6 7  Enciclopedia di Parma 1999, p. 26.
76. ↑  Casa 1897, pp. 174-175.
77. ↑  Casa 1897, p. 175.
78. ↑  Conforti 1982, pp. 75-76.
79. ↑  Enciclopedia di Parma 1999, pp. 30-31.
80. 1 2  Casa 1897, pp. 175-177.
81. 1 2 3 4 5  Enciclopedia di Parma 1999, p. 31.
82. ↑  Casa 1897, pp. 177-180.
83. 1 2 3 4  Marcheselli 2006, p. 215.
84. ↑  Conforti 1982, p. 138.
85. ↑  Casa 1897, p. 180.
86. 1 2 3  Conforti 1982, p. 78.
87. ↑  Casa 1897, pp. 180-181.
88. ↑  Casa 1897, p. 181.
89. 1 2  Casa 1897, pp. 181-183.
90. 1 2 3 4 5 6 7 8 9 10 11 12 13 14  Enciclopedia di Parma 1999, p. 32.
91. ↑  Casa 1897, pp. 153, 183-185.
92. ↑  Conforti 1982, pp. 79, 129.
93. ↑  Marcheselli 2007, p. 110.
94. 1 2 3  Casa 1897, p. 184.
95. ↑  Casa 1897, p. 185.
96. ↑  Conforti 1982, pp. 79-80.
97. ↑  Casa 1897, pp. 185-186.
98. ↑  Conforti 1982, p. 79.
99. ↑  Conforti 1982, p. 139.
100. ↑  Casa 1897, pp. 186-187.
101. ↑  Casa 1897, pp. 187-188.
102. ↑  Enciclopedia di Parma 1999, pp. 32-33.
103. ↑  Casa 1897, pp. 153-154.
104. ↑  Conforti 1982, pp. 131-132.
105. 1 2 3  Marcheselli 2007, p. 111.
106. 1 2 3 4  Enciclopedia di Parma 1999, p. 33.
107. ↑  Casa 1897, p. 188.
108. ↑  Casa 1897, pp. 188-191.
109. ↑  Casa 1897, pp. 191-192.
110. ↑  Casa 1897, p. 193.
111. ↑  Marcheselli 2006, p. 214.
112. ↑  Storia di Parma 2017, p. 45.
113. ↑  Conforti 1982, p. 147.
114. ↑   Lorenzo Sartorio, Raquette, quel circolo tra tennis e mondanità, in www.gazzettadiparma.it, 30 aprile 2018. URL consultato il 18 marzo 2024 (archiviato dall'url originale il 18 marzo 2024).
115. 1 2   Cittadella di Parma, su resistenzamappe.it. URL consultato il 17 marzo 2024 (archiviato dall'url originale il 17 marzo 2024).
116. ↑  Storia di Parma 2017, p. 201.
117. 1 2 3   Occupazione militare, su istitutostoricoparma.it. URL consultato il 17 marzo 2024 (archiviato dall'url originale il 16 marzo 2024).
118. ↑  Storia di Parma 2017, p. 227.
119. 1 2 3 4 5 6 7 8 9 10 11 12 13 14 15 16 17 18 19 20 21 22 23 24 25 26 27   Parco della Cittadella, su bbcc.regione.emilia-romagna.it. URL consultato il 17 marzo 2024 (archiviato dall'url originale il 16 marzo 2024).
120. ↑  Storia di Parma 2017, p. 312.
121. 1 2  Marcheselli 2006, p. 216.
122. 1 2 3   Cittadella, inaugurato il bastione Santa Maria, su comune.parma.it, 16 giugno 2010. URL consultato il 19 marzo 2024 (archiviato dall'url originale il 19 marzo 2024).
123. ↑   Gian Luca Zurlini, Cittadella, bastione transennato da novembre, in www.gazzettadiparma.it, 21 gennaio 2022. URL consultato il 19 marzo 2024 (archiviato dall'url originale il 19 marzo 2024).
124. ↑   Restauro delle mura e nuovi impianti sportivi: presentata la Cittadella del futuro, in gazzettadiparma.it, 3 ottobre 2010. URL consultato il 19 marzo 2024 (archiviato dall'url originale l'11 novembre 2013).
125. ↑   Cittadella, completato il nuovo parco: piantati oltre 700 alberi, in www.parmatoday.it, 9 marzo 2011. URL consultato il 19 marzo 2024 (archiviato dall'url originale l'8 marzo 2021).
126. ↑   "Cittadella dei ragazzi", approvato il progetto per l'ex Ostello, in www.parmapress24.it, 15 aprile 2019. URL consultato il 19 marzo 2024 (archiviato dall'url originale il 19 marzo 2024).
127. ↑   Inaugurato Lostello della Cittadella - Foto, in www.gazzettadiparma.it, 18 gennaio 2020. URL consultato il 19 marzo 2024 (archiviato dall'url originale il 19 marzo 2024).
128. 1 2 3   In Cittadella taglio del nastro per Lostello, in www.parmatoday.it, 18 gennaio 2020. URL consultato il 19 marzo 2024 (archiviato dall'url originale il 19 marzo 2024).
129. 1 2   Alessandro Trentadue, Parma, ecco il restyling della Cittadella, in parma.repubblica.it, 21 aprile 2017. URL consultato il 20 marzo 2024 (archiviato dall'url originale il 19 marzo 2024).
130. ↑   Parma, iniziato il restauro dell'ingresso principale della Cittadella, in parma.repubblica.it, 26 settembre 2018. URL consultato il 19 marzo 2024 (archiviato dall'url originale il 19 marzo 2024).
131. ↑   Parma: terminati i lavori al portale monumentale della Cittadella, in www.gazzettadellemilia.it, 9 settembre 2019. URL consultato il 19 marzo 2024 (archiviato dall'url originale il 19 marzo 2024).
132. ↑   Cittadella, Dalla Tana: "Fra progetti inattuati e poca manutenzione arriva il Luna Park", in www.parmatoday.it, 25 maggio 2023. URL consultato il 20 marzo 2024 (archiviato dall'url originale il 19 marzo 2024).
133. 1 2 3   Cittadella, i campi da basket restano dove sono. Ritirato il progetto e il finanziamento di 600mila euro, in parma.repubblica.it, 20 settembre 2023. URL consultato il 20 marzo 2024 (archiviato dall'url originale il 19 marzo 2024).
134. 1 2  Casa 1897, p. 149.
135. 1 2 3 4 5 6  Papagno 1982, p. 160.
136. ↑  Conforti 1982, pp. 160-168.
137. ↑  Conforti 1982, p. 164.
138. ↑  Conforti 1982, pp. 72, 164.
139. 1 2 3  Casa 1897, p. 150.
140. ↑  Casa 1897, pp. 150-152.
141. ↑  Conforti 1982, pp. 72, 161.
142. ↑  Conforti 1982, pp. 72, 163.
143. 1 2 3  Conforti 1982, pp. 72, 173.
144. ↑  Casa 1897, p. 152.
145. 1 2  Conforti 1982, p. 178.
146. ↑   Cittadella, dentro il nuovo centro socio-culturale - Foto, in parma.repubblica.it, 6 marzo 2017. URL consultato il 24 marzo 2024 (archiviato dall'url originale il 24 marzo 2024).
147. 1 2  Conforti 1982, p. 169.
148. ↑  Casa 1897, p. 153.
149. ↑  Conforti 1982, pp. 170-171.
150. ↑  Conforti 1982, p. 172.
151. ↑   Busto di Michele Vitali, su catalogo.beniculturali.it. URL consultato il 25 marzo 2024 (archiviato dall'url originale il 25 marzo 2024).
152. ↑   Alè Parma Sport Festival: tre giorni di festa in Cittadella, in parma.repubblica.it, 4 giugno 2019. URL consultato il 26 marzo 2024 (archiviato dall'url originale il 26 marzo 2024).
153. ↑   Quarta edizione diAlé Parma Sport Festival in Cittadella il 23 e 24 settembre, in www.parmadaily.it, 21 settembre 2023. URL consultato il 26 marzo 2024 (archiviato dall'url originale il 26 marzo 2024).
154. ↑   "Parma Cittàdella Musica", su comune.parma.it, 19 luglio 2019. URL consultato il 26 marzo 2024 (archiviato dall'url originale il 26 marzo 2024).
155. ↑   Cittadella d'Irlanda: San Patrizio, domenica sul palco i Modena City Ramblers, in www.gazzettadiparma.it, 17 marzo 2023. URL consultato il 26 marzo 2024 (archiviato dall'url originale il 26 marzo 2024).
156. ↑   St. Patrick's Day in piazzale della Pace, in www.parmatoday.it, 16 marzo 2018. URL consultato il 26 marzo 2024 (archiviato dall'url originale il 26 marzo 2024).
157. ↑   Giornata dell'Arte e della Creatività studentesca: il 12 maggio nel parco della Cittadella, su comune.parma.it, 11 maggio 2010. URL consultato il 26 marzo 2024 (archiviato dall'url originale il 26 marzo 2024).
158. ↑   Colori, musica e fantasia: Giornata dell'Arte 2018 - Le foto, in www.gazzettadiparma.it, 15 maggio 2018. URL consultato il 26 marzo 2024 (archiviato dall'url originale il 26 marzo 2024).
159. ↑   "Slow Food Valley" sei giornate in Cittadella, su comune.parma.it, 14 aprile 2015. URL consultato il 26 marzo 2024 (archiviato dall'url originale il 26 marzo 2024).
160. ↑   Slow Food Valley in Cittadella, al via cinque appuntamenti fra giugno e ottobre, in www.parmadaily.it, 30 maggio 2016. URL consultato il 26 marzo 2024 (archiviato dall'url originale il 26 marzo 2024).
161. ↑  Adorni 1974, p. 147.
162. ↑   Giorgio Torelli, La Parma voladora, Firenze, Camunia, 1996,  pp. 194-199, ISBN 9788877671981.
163. ↑   Reo confesso, su mondadori.it. URL consultato il 27 marzo 2024 (archiviato dall'url originale il 27 marzo 2024).